# Simona Halep
Simona Halep, née le 27 septembre 1991 à Constanța, est une joueuse de tennis roumaine. Professionnelle de 2008 à 2025, elle a remporté vingt-quatre tournois en simple sur le circuit WTA.
Révélée en 2013, année au cours de laquelle elle remporte six titres, elle atteint ensuite trois finales en Grand Chelem, perdues à Roland-Garros en 2014 face à Maria Sharapova et en 2017 face à Jeļena Ostapenko, puis à l'Open d'Australie en 2018 face à Caroline Wozniacki.
À l'issue du tournoi de Pékin, le 9 octobre 2017, elle devient no 1 mondiale. Elle remporte sept mois plus tard, son premier tournoi du Grand Chelem à Roland-Garros en battant l'Américaine Sloane Stephens. En 2019, elle remporte le tournoi de Wimbledon contre la septuple gagnante Serena Williams.

## Biographie
Simona Halep est née à Constanța, au sud-est de la Roumanie. C'est la fille de Stere, joueur de football à l'ACS Săgeata Stejaru, exerçant comme technicien animalier puis propriétaire d'une usine de produits laitiers, et de Tania Halep, femme au foyer d'origines aroumaines.
Simona commence à jouer au tennis à l'âge de 4 ans. À 6 ans, elle en joue quotidiennement,. À 16 ans, elle déménage à Bucarest pour poursuivre sa carrière. Elle cite Justine Henin et Andrei Pavel comme ses idoles quand elle était jeune.
Elle a été successivement entraînée par Firicel Tomai entre 2008 et 2012, puis par l'ancien joueur professionnel Adrian Marcu jusqu'à la fin 2013. Elle s'engage ensuite avec le Belge Wim Fissette, ancien entraîneur de Kim Clijsters, pour la saison 2014. Ils se séparent d'un commun accord au mois de novembre, Halep souhaitant désormais travailler avec des entraîneurs roumains. Elle engage ainsi Victor Ioniță et le Suédois Thomas Högstedt comme consultant. Cependant, leur collaboration cesse en juin 2015 après seulement 6 mois. Elle décide alors de travailler avec Daniel Dobre, assisté de Darren Cahill. Ce dernier deviendra son entraîneur officiel début 2016. Pour des raisons familiales, Cahill met un terme à leur contrat en novembre 2018, après une nouvelle saison conclue à la première place mondiale. Entre septembre 2017 et août 2018, elle était aussi accompagnée par l'ancien no 1 roumain Andrei Pavel.
Début 2019, elle fait un essai avec Thierry Van Cleemput. Leur travail cesse pour cause d'incompatibilités. Elle travaille alors avec Daniel Dobre pour le reste de la saison. Elle s'adjoint en fin d'année les services d'Artemon Apostu-Efremov. Elle retrouve Cahill pour la saison 2020 puis met fin à six années de collaboration avec l'Australien en septembre 2021. La semaine suivante, elle annonce réintégrer dans son équipe deux de ses anciens entraîneurs : Adrian Marcu et Daniel Dobre. En février 2022, elle fait le choix de continuer sa carrière seulement accompagnée d'un sparring-partner. Lors du tournoi d'Indian Wells 2022, elle prend la décision de se faire coacher par Morgan Bourbon, un membre de l'Académie Patrick Mouratoglou où elle s'entraîne régulièrement.
Après sa blessure à Miami, la Roumaine prend la décision de se faire coacher par le célèbre coach français Patrick Moratouglou, ancien coach de Serena Williams.
Son agent est Virginia Ruzici, vainqueur de Roland-Garros en 1978.

## Carrière

### 2008 - 2012:1resfinales
En 2008, elle remporte le Trofeo Bonfiglio puis les Internationaux de France junior, en battant sa compatriote Elena Bogdan. Elle devient ainsi no 1 mondiale junior à l'issue du tournoi.
En juin 2009, elle recourt à une opération de réduction mammaire afin d'améliorer ses performances. Elle dira elle-même : « Cela me faisait mal au dos, me gênait pour servir. » Elle commence sa saison 2010 en ne se sortant pas des qualifications à l'Open d'Australie et l'Open de Suez. Mi-avril, elle s'extirpe des qualifications à Marbella et dispute et gagne son premier match sur le circuit WTA contre la Tchèque Iveta Melzer (6-4, 6-1). Elle parvient jusqu'en quarts de finale après une victoire sur sa compatriote Sorana Cîrstea, d'un plus âgée (6-4, 7-6) et s'incline contre l'Italienne Flavia Pennetta (4-6, 6-7), seizième joueuse mondiale. Elle dispute également le premier tour à Madrid contre la locale Carla Suárez Navarro, ancienne quart de finaliste à Roland Garros, match qu'elle perd logiquement en remportant néanmoins une manche (4-6, 6-3, 3-6). Toujours issue des qualifications, elle se hisse en finale du tournoi de Fès où elle est battue par la revancharde Tchèque Iveta Benešová (4-6, 2-6). Elle parvient également à franchir ces qualifications à Roland Garros et dispute contre Samantha Stosur, demi-finaliste l'année passée son premier match en majeur. Elle s'incline logiquement contre la septième mondiale et future finaliste du tournoi (5-7, 1-6). Après une demi-finale à l'ITF de Biarritz, elle intègre pour la première fois le Top 100. C'est à partir de ce tournoi qu'elle disputera quasiment exclusivement des tournois WTA. Elle ne parvient pas à sortir des qualifications sur les WTA 1000 suivants et dispute son premier match à l'US Open contre la cinquième mondiale Jelena Janković, ancienne finaliste (4-6, 6-4, 5-7), encaissant sa seule défaite en carrière contre la joueuse Serbe.
Le retour de la trêve hivernal est intéressant pour elle, avec un quart de finale à l'ASB Classic et son premier match gagné en Majeur, à l'Open d'Australie ayant hérité d'un bon tirage en la personne de la qualifiée Luxembourgeoise Anne Kremer, 196e et qui joue son dernier Majeur en carrière (6-3, 3-6, 6-2).. Elle parvient au troisième tour de ce majeur grâce à une seconde victoire sur la Russe Alisa Kleybanova (6-4, 7-6), éliminée par la Polonaise Agnieszka Radwańska (1-6, 2-6) pour ce qui est leur premier duel en carrière. Après trois défaites consécutives à Colsanitas, Mexico et Monterrey elle participe pour la première fois de sa carrière à un WTA 1000 et atteint le deuxième tour à Cincinnati et Indian Wells. Elle s'impose mi-avril au Maroc contre la Biélorusse Anastasiya Yakimova (6-2, 6-0), la Russe Alla Kudryavtseva (6-2, 6-4), la Hongroise Gréta Arn (6-2, 6-1) et la Belge Kirsten Flipkens (7-5, 6-4) pour atteindre la finale du tournoi comme l'année dernière, la deuxième de sa carrière. Comme l'année précédente, elle est défaite en finale, par l'Italienne Alberta Brianti (4-6, 3-6) qui remporte son unique titre en carrière à cette occasion. Elle est ensuite battue dès le premier tour à Estoril, Madrid, Rome et Strasbourg. Elle gagne un premier match à Roland Garros mi-mai mais est sortie par Samantha Stosur, comme l'année passée en ne marquant que deux jeux (0-6, 2-6). Après quatre nouvelles défaites en Autriche, aux Pays-Bas et aux Etats-Unis, ainsi qu'une élimination au deuxième tour de Wimbledon par Serena Williams après avoir mené une manche à zéro (6-3, 2-6, 1-6), ayant remporté son premier match au Temple contre la Serbe Bojana Jovanovski (6-1, 6-2), elle sort des qualifications au Premier du Canada et élimine dès le premier tour la Russe Svetlana Kuznetsova, demi-finaliste l'année passée. Elle est battue au second tour par le Tchèque Lucie Šafářová (2-6, 4-6) encaissant sa première et dernière défaite contre son adversaire. Elle est de nouveau sortie d'entrée à l'Open du Texas mais remporte une victoire de prestige à l'US Open contre la sixième mondiale, Na Li (6-2, 7-5), victorieuse à Roland Garros et finaliste à l'Open d'Australie cette saison là.
Son début d'année 2012 est mitigé. Elle s'incline dès le premier tour à Brisbane contre l'ex-numéro une mondiale et tenant du titre à l'Open d'Australie Kim Clijsters (1-6, 4-6), ainsi qu'à l'Open d'Australie contre la 189ème mondiale Paula Ormaechea qui dispute son premier Grand Chelem (1-6, 6-3, 5-7). Elle parvient néanmoins en quarts de finale à Hobart, éliminée par la tête de série numéro une Yanina Wickmayer et en huitièmes (une première pour elle dans cette catégorie de tournoi) à Doha, battue par la numéro un Victoria Azarenka, vainqueur récente de l'Open d'Australie (3-6, 1-6). Elle enchaîne à partir de mi-février les bons résultats en sortant d'abord des qualifications à Dubaï, puis en sortant la quinzième mondiale Anastasia Pavlyuchenkova au premier tour du tableau final. Elle est éliminée au tour suivant par la numéro quatre Caroline Wozniacki, demi-finaliste du dernier US Open (2-6, 3-6). Elle parvient ensuite au troisième tour à Indian Wells (défaite contre la numéro deux Maria Sharapova) et à Miami (défaite contre Marion Bartoli, septième au classement WTA). Elle arrive également en quarts de finale à Barcelone, battue par la locale Carla Suárez Navarro, puis en demi-finale à Fes, sortie par la surprenante qualifiée Kiki Bertens. Elle est battue deux fois par l'Américaine Venus Williams, à Madrid (1-6, 6-4, 6-7) et à Rome (3-6, 4-6).
En mai 2012, elle parvient à se hisser en finale de l'Open de Bruxelles, battant successivement Jelena Janković (6-2, 3-6, 7-63), Monica Niculescu (6-1, 6-1), Dominika Cibulková (0-6, 6-4, 6-3) et Sofia Arvidsson (6-4, 6-3), s'inclinant seulement face à Agnieszka Radwańska (5-7, 0-6). Outre cette finale, la suite de sa saison est décevant, ne gagnant que cinq matchs en treize tournois. Elle est éliminée par Venus Williams à Madrid et Rome, par Anabel Medina Garrigues trois fois, dont Wimbledon, sur abandon à Montréal, puis contre deux Top 10, de nouveau contre Maria Sharapova à Beijing et Victoria Azarenka, numéro une et récente finaliste à l'US Open à Linz (1-6, 1-6), son dernier match perdu en carrière contre la Biélorusse.
Sélectionnée dans l'équipe de Roumanie, elle participe aux épreuves olympiques qui se déroulent à Wimbledon; elle est éliminée dès le premier tour, tant en simple, face à Yaroslava Shvedovan, son unique match en carrière en simple aux Jeux, ainsi qu'en double avec Sorana Cîrstea contre les sœurs Williams.

### 2013: révélation avec 6 titres WTA
Elle démarre l'année par une troisième défaite en autant de duels contre la numéro quatre Agnieszka Radwańska au deuxième tour d'Auckland (3-6, 1-6). Elle tombe deux fois de suite, à Hobart et à l'Open d'Australie face à l'Américaine Sloane Stephens, essuyant ses deux seuls défaites en carrière contre son adversaire à cette occasion. Son début de saison est sans exploit, la Roumaine s'arrêtant dès qu'elle affronte une joueuse du Top 20, à l'Open de Paris contre Roberta Vinci, à Doha où elle abandonne face à l'ancienne numéro une Ana Ivanović et à Indian Wells contre Dominika Cibulková (5-7, 6-7). Elle réussit à surprendre en trois manches à Miami les semaines suivantes l'Allemande Sabine Lisicki, finaliste cette saison là à Wimbledon (6-2, 3-6, 7-5) et l'Autrichienne Tamira Paszek (6-1, 6-7, 7-5) avant de ne remporter qu'un seul jeu contre l'Italienne Sara Errani, finaliste du dernier Roland Garros.
Battue à Marrakech par une ancienne vainqueur de Roland Garros, Francesca Schiavone, et à Madrid par l'invitée Lourdes Domínguez Lino qui remporte son premier match en WTA 1000, elle rebondit en mai, où classée seulement 64e joueuse mondiale et issue des qualifications, elle parvient à se hisser en demi-finale du prestigieux tournoi de Rome en battant notamment pour la première fois la tête de série no 4 Agnieszka Radwańska lors du deuxième tour (6-72, 6-1, 6-2). Elle enchaîne contre d'autre très bonnes joueuses, dont Roberta Vinci (6-4, 6-2), l'ancienne numéro une Jelena Janković (4-6, 6-0, 7-5), s'avouant seulement vaincue par la légende Serena Williams (3-6, 0-6),vainqueur de Roland Garros cette année là. Elle avoue que ce tournoi lui a fait prendre conscience de sa capacité à rivaliser avec les meilleures. Elle hérite lors du Grand Chelem parisien d'un tirage difficile en la personne de la vingtième joueuse mondiale Carla Suárez Navarro et s'incline d'entrée (6-3, 2-6, 2-6).
Au cours des mois de juin et juillet, elle réalise d'excellents résultats en parvenant à remporter trois titres en l'espace d'un mois. Elle remporte ainsi en juin son premier titre en simple sur le circuit sur le nouveau tournoi de Nuremberg, éliminant la qualifiée Grace Min (6-0, 7-5), Estrella Cabeza Candela (6-2, 6-1), la Kazakhstanaise Galina Voskoboeva (6-4, 6-1) et la Tchèque Lucie Šafářová contre qui elle lâche son seul set de la semaine (6-3, 0-6, 6-2) avant de remporter sa finale contre la locale invitée Andrea Petkovic, qu'elle bat pour la première fois (6-3, 6-3). Pour le premier tournoi sur gazon de la saison, à Bois-Le-Duc, elle s'offre un deuxième titre en deux semaines, perdant une manche contre Annika Beck (6-1, 2-6, 6-3) mais déroulant de nouveau face à Roberta Vinci, onzième mondiale contre qui elle ne cède qu'un seul petit jeu (6-0, 6-1) ainsi que Lesia Tsurenko (6-3, 6-1), Carla Suárez Navarro (6-3, 6-2) et la Belge Kirsten Flipkens (6-4, 6-2) qui parviendra jusqu'en demi-finale cette année là à Wimbledon. Au Temple, elle bat difficilement la Russe Olga Govortsova (6-2, 3-6, 6-3) et réussit un beau second set avant de s'effondrer contre la Chinoise Li Na, sixième mondiale et finaliste à l'Open d'Australie (2-6, 6-1, 0-6).
Elle remporte un deuxième titre sur terre à Budapest, où elle hérite d'un tableau très clément, n'affrontant qu'une seule joueuse du Top 100, sa compatriote Alexandra Cadanțu-Ignatik (6-2, 7-6), et écartant les autres joueuses plutôt facilement mis à part l'Autrichienne Yvonne Meusburger qui joue sa deuxième finale sur le circuit (6-3, 6-7, 6-1). Fatiguée par l'enchaînement des matchs, elle abandonne en août contre Flavia Pennetta à Bastad (6-4, 5-7, 0-2 ab.) et fait son retour en août, à Cincinnati, où elle bat la Française Marion Bartoli (3-6, 6-4, 6-1), vainqueur du dernier Wimbledon et devient la dernière joueuse à l'avoir battu puisque celle-ci annonce sa retraite après le match. Elle remporte une nouvelle belle victoire contre l'Australienne Samantha Stosur (6-4, 4-6, 6-2), avant d'être de nouveau stoppée en quarts de finale par la numéro une Serena Williams (0-6, 4-6). La semaine suivante, elle remporte le tournoi de New Haven, en disposant de Daniela Hantuchová, ancienne numéro cinq mondiale (6-2, 6-1), de nouveau de Carla Suárez Navarro (3-6, 6-4, 6-1), de la Russe Ekaterina Makarova qu'elle affronte pour la première fois (6-1, 7-6) et notamment de la 8e mondiale Caroline Wozniacki (6-2, 7-5), ainsi qu'en finale de la no 9 mondiale Petra Kvitová (6-2, 6-2). Il s'agit de son quatrième titre de la saison, son premier en carrière sur dur et son premier en catégorie Premier.
Elle participe quelques jours plus tard à l'US Open et dès son entrée en lice, elle est menée d'un set face à Heather Watson, mais remporte finalement le match (4-6, 6-4, 6-2). Elle élimine ensuite facilement la jeune Croate Donna Vekić (6-2, 6-1) qui joue pour la première fois le tournoi, puis vainc sèchement ensuite Maria Kirilenko (6-1, 6-0) pourtant 17e joueuse mondiale, ce qui lui permet d'atteindre sa meilleure performance dans un tournoi du Grand Chelem jusqu'alors. Elle s'incline cependant ensuite face à une excellente Flavia Pennetta (2-6, 6-73), demi-finaliste l'année passée, dans un match où une interruption à cause de la pluie lui a nui, à 5-4 (40-30) alors qu'elle avait une balle de set.

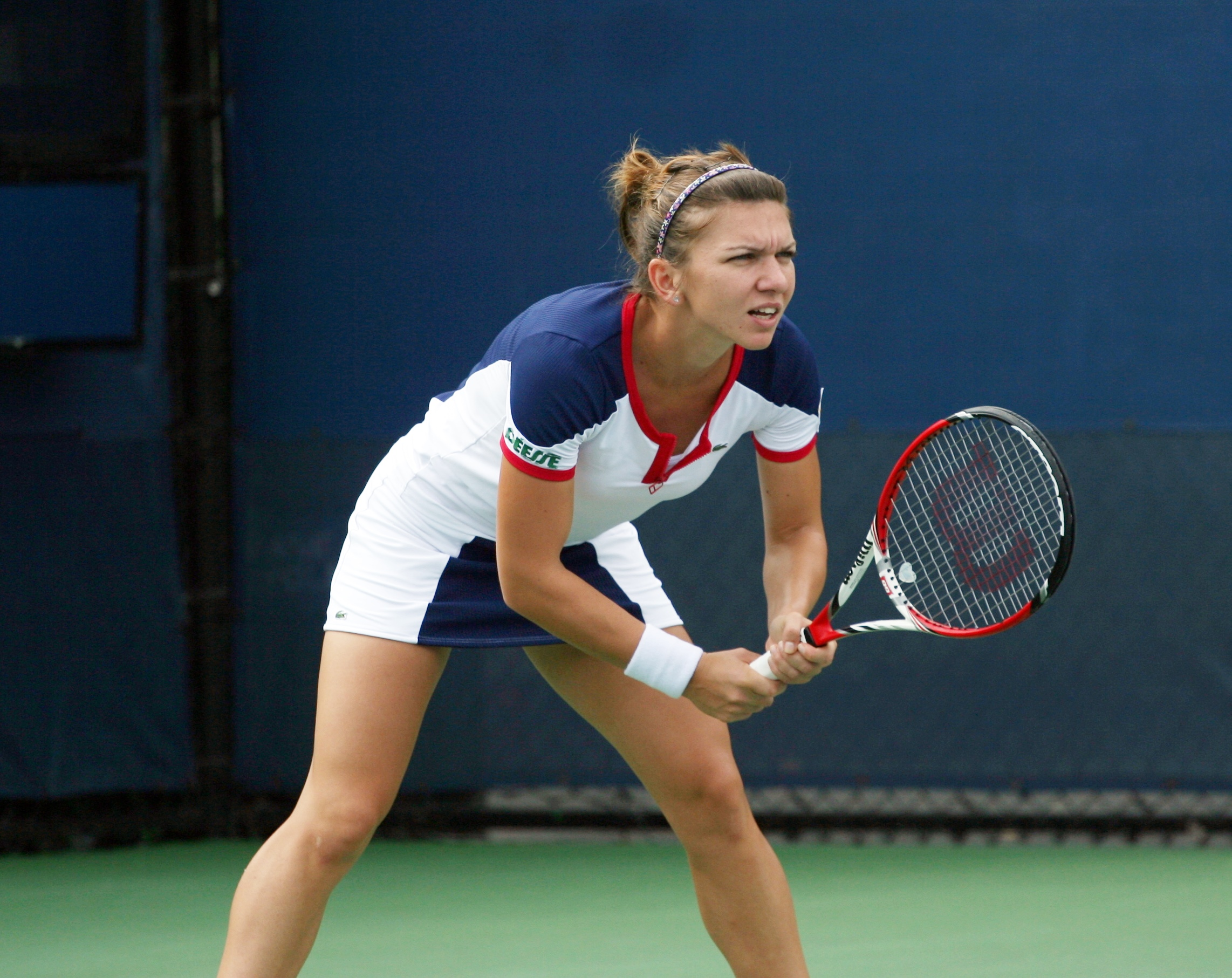
Simona Halep à l'US Open en 2013.

À Tokyo, elle s'incline en huitième de finale à l'issue d'un match très accroché face à Venus Williams (6-4, 5-7, 3-6), sa dernière défaite contre l'Américaine, puis perd contre Urszula Radwańska dès le 1er tour à Pékin (6-74, 6-72).
Halep s'aligne ensuite à Moscou, où elle accède à la finale, éliminant successivement Magdaléna Rybáriková sur abandon, puis les Russes Alisa Kleybanova (6-1, 6-1), et Anastasia Pavlyuchenkova (6-2, 6-1). Elle remporte le lendemain son 5e titre de la saison en éliminant de nouveau Samantha Stosur (7-61, 6-2), ce qui lui permet de pointer au 14e rang mondial, soit son meilleur classement. La semaine suivante, elle participe au tournoi des championnes, réunissant les huit meilleures joueuses de la saison qui ne sont pas qualifiées pour le Masters et qui ont au moins remporté un tournoi de la catégorie "WTA International tournaments". Elle remporte ses trois matchs de poule, respectivement contre Anastasia Pavlyuchenkova (6-3, 6-3), Alizé Cornet (6-4, 6-4) et Elina Svitolina (6-1, 6-1). En demi-finale, elle bat la Serbe Ana Ivanović (2-6, 6-1, 6-3), alors qu'elle était pourtant mené 0-3 avec deux breaks de retard dans le troisième set. En finale, elle affronte une nouvelle fois l'Australienne Samantha Stosur. Elle s'adjuge son sixième titre de la saison en battant cette dernière (2-6, 6-2, 6-2), et clôt ainsi sa saison, qui aura été la meilleure de sa carrière jusqu'en 2014, en étant notamment la deuxième joueuse qui a remporté le plus de titres juste derrière Serena Williams. Alors qu'elle a commencé l'année à la 47e place au classement WTA, elle termine aux portes du top 10 (11e). Elle remporte quelques semaines plus tard l'Award 2013 de la joueuse ayant le plus progressé.

### 2014: titre à Doha,2eplacemondiale, finales à Roland-Garros et au Masters

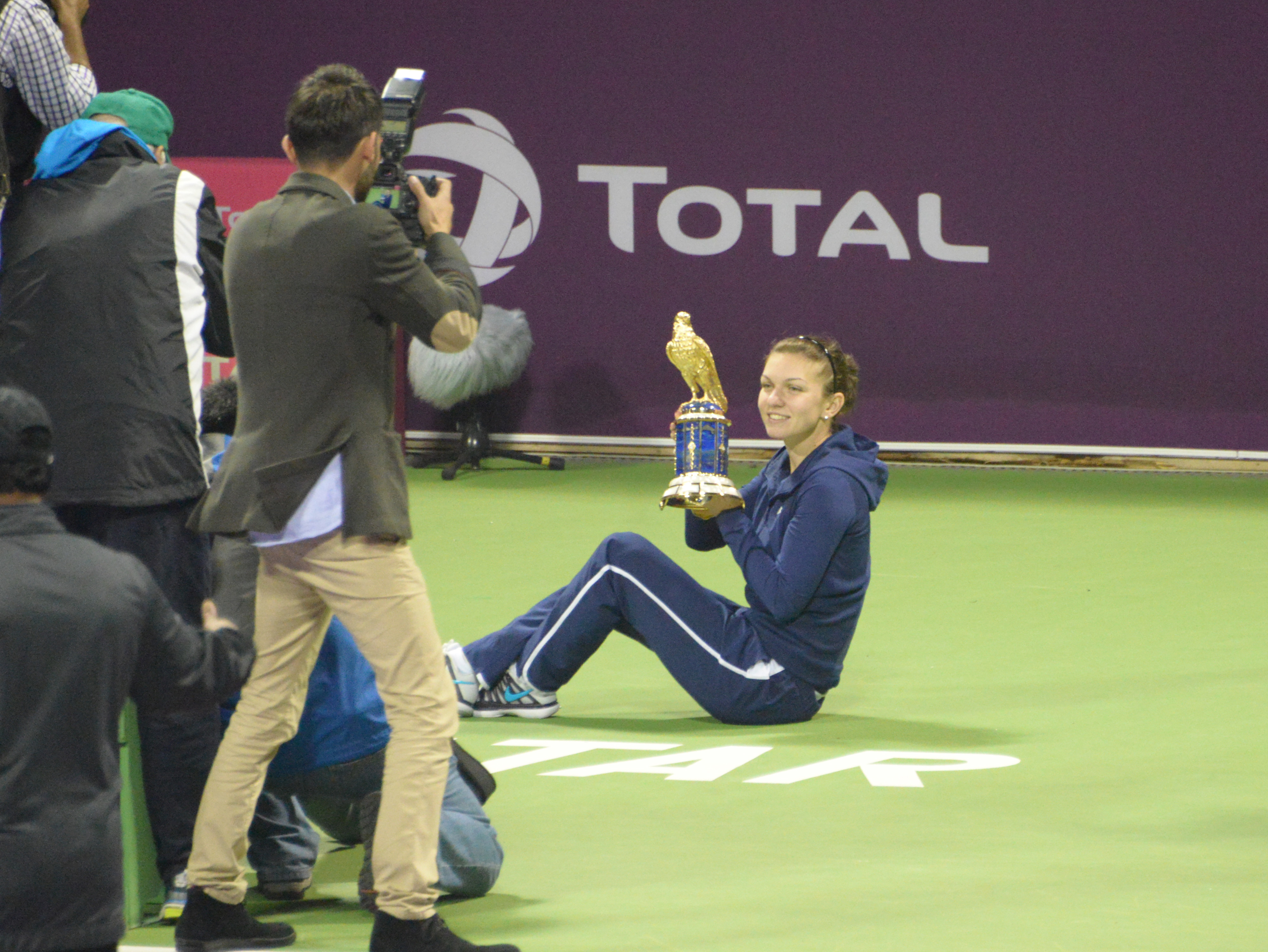
Simona Halep lors de sa victoire à Doha en 2014.

Lors de la première levée du Grand Chelem de la saison 2014, l'Open d'Australie, elle bat facilement lors de son entrée en lice la Polonaise Katarzyna Piter puis Varvara Lepchenko au second tour en cédant toutefois un set. Cela se passe mieux lors de son match suivant, puisqu'elle vient à bout en deux sets de Zarina Diyas. Elle se qualifie ensuite pour la première fois en quart de finale d'un tournoi du Grand Chelem, en se débarrassant de la Serbe Jelena Janković (6-4, 2-6, 6-0). Elle s'incline cependant ensuite sèchement contre Dominika Cibulková (3-6, 0-6), future finaliste.
Elle participe quelques semaines plus tard à l'Open de Doha. Elle bat difficilement lors de son entrée en lice Kaia Kanepi (6-4, 3-6, 7-65), puis sans souci au second tour, Annika Beck. Le lendemain, elle donne une leçon à l'Italienne classée 7e au classement WTA Sara Errani (6-2, 6-0) en 50 minutes de jeu, puis s'adjuge une place en finale, aux dépens de la no 4 mondiale Agnieszka Radwańska, qu'elle bat (7-5, 6-2). Elle domine ensuite l'Allemande Angelique Kerber no 9 mondiale, et remporte ainsi le septième titre de sa carrière, le premier dans la catégorie Premier 5.
Deux jours plus tard, elle abandonne lors de son match contre Alizé Cornet à l'Open de Dubaï, à cause d'une douleur au tendon d'Achille. Cependant, aussitôt remise, elle décide de participer à l'Open d'Indian Wells. Pour son entrée en lice, elle bat Kurumi Nara, ainsi que Lucie Šafářová (6-2, 4-6, 6-4) au troisième tour. Ensuite, elle se sort du match piège l'opposant à la grande espoir du tennis mondial Eugenie Bouchard (6-2, 1-6, 6-4), puis vainc enfin plus facilement l'Australienne Casey Dellacqua pour se qualifier en demi-finale. Elle y est éliminée par la Polonaise Agnieszka Radwańska (3-6, 4-6) alors no 3 mondiale.
Elle reprend ensuite la compétition lors de la tournée sur terre battue européenne, où, à Stuttgart, elle s'incline dès son premier match contre Svetlana Kuznetsova. À l'Open de Madrid ayant lieu quelques jours plus tard, elle vainc notamment Sabine Lisicki (5-7, 6-3, 6-2), Ana Ivanović (6-2, 6-2) puis Petra Kvitová (6-74, 6-3, 6-2) alors 6e mondiale, et atteint donc pour la première fois la finale d'un tournoi Premier Mandatory. Elle cède cependant face à la no 9 mondiale Maria Sharapova (6-1, 2-6, 3-6) malgré le gain de la première manche. Et enfin pour le dernier tournoi préparatoire, à Rome ayant lieu la semaine suivante, elle déclare forfait en huitième de finale à cause d'une douleur aux abdominaux, et souhaite ainsi se préserver en vue de Roland-Garros.
Elle attaque justement ce tournoi de bien belle manière, montrant ainsi que ses pépins physiques ont disparu, puisque lors des trois premiers tours elle se débarrasse facilement de Alisa Kleybanova (6-0, 6-2), Heather Watson (6-2, 6-4) et María Teresa Torró Flor (6-3, 6-0) sans broncher. Après avoir éliminé la tête de série numéro 15, Sloane Stephens (6-4, 6-3) en huitième ; ainsi que la tête de série numéro 27, Svetlana Kuznetsova (6-2, 6-2) lauréate de l'édition 2009 en 1 h 19, s'offrant une place pour le dernier carré. Elle vient à bout d'Andrea Petkovic (6-2, 7-64) tête de série numéro 28, et se qualifie pour la première fois de sa carrière dans une finale de tournoi du Grand Chelem en une heure et demie,. Elle affronte et s'incline à nouveau face à Maria Sharapova (4-6, 7-65, 4-6) dans un match très serré d'une grande intensité de plus de 3 heures,.
Dix jours plus tard, elle commence sa saison sur gazon au tournoi de Bois-le-Duc où elle franchit le premier tour contre Olga Govortsova (7-5, 6-2) avant d'abandonner au tour suivant contre Annika Beck alors qu'elle avait remporté la première manche 7-5, à cause d'une douleur et pour ainsi se préserver pour Wimbledon. Quelques jours plus tard, elle participe donc à ce Grand-Chelem londonien, où elle passe ses trois premiers tours contre respectivement Teliana Pereira (6-2, 6-2), Lesia Tsurenko (6-3, 4-6, 6-4), et Belinda Bencic (6-4, 6-1). Elle bat ensuite Zarina Diyas (6-3, 6-0), puis vainc facilement la finaliste de l'édition précédente Sabine Lisicki (6-4, 6-0) en quart le tout en moins d'une heure de jeu. Elle s'incline en demi-finale contre la Canadienne de vingt ans Eugenie Bouchard (6-75, 2-6) en 1 h 34, en étant lourdement handicapée puisqu'elle s'est tordu la cheville durant le match.

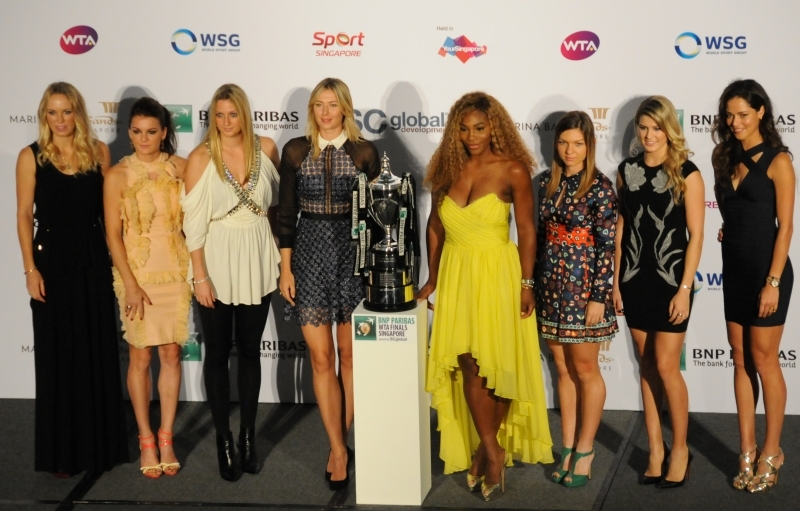
Simona Halep au Masters féminin en 2014.

Elle retourne quelques jours plus tard sur terre battue, pour participer à l'Open de Bucarest, chez elle, en Roumanie. Après deux premiers tours relativement faciles, elle vainc l'Espagnole Lara Arruabarrena (6-3, 6-1), puis bat sa compatriote Monica Niculescu (6-2, 4-6, 6-1). Elle s'impose à domicile en se débarrassant en finale de l'Italienne Roberta Vinci (6-1, 6-3). Elle participe ensuite à l'Open de Cincinnati, où après avoir vaincu Kirsten Flipkens (6-4, 6-2) ainsi que Lucie Šafářová (6-4, 7-5), elle s'incline contre Maria Sharapova (6-3, 4-6, 4-6), une nouvelle fois dans un match très impressionnant en quart de finale. Pour le dernier Grand Chelem de l'année, elle perd au troisième tour de l'US Open alors tête de série numéro 2, contre la qualifiée Mirjana Lučić (6-76, 2-6). C'est une contre-performance pour la Roumaine.
Étant classée 3e mondiale à la fin de l'année, elle participe au Masters féminin de Singapour réunissant les huit meilleures joueuses de l'année. Sa poule est composée de la numéro un mondiale, Serena Williams, de la jeune Eugenie Bouchard et de la Serbe Ana Ivanović. Lors du premier match, elle domine Eugenie Bouchard (6-2, 6-3). Ensuite, contre Serena Williams, elle réalise un très gros match en la battant en deux sets secs (6-0, 6-2) en tout juste une heure. Elle a produit un tennis incroyable, et qualifie elle-même ce match comme étant le « meilleur de sa vie »,. C'est la pire défaite pour l'Américaine depuis plus de seize ans, alors qu'elle était âgée de 16 ans. Simona Halep termine première de son groupe, et ce malgré une défaite sans conséquences face à Ana Ivanović (6-77, 6-3, 3-6) en 2 h 09. Elle vainc ensuite sans grandes difficultés grâce à un très bon tennis la Polonaise Agnieszka Radwańska (6-2, 6-2), s'adjugeant ainsi une place en finale où elle ré-affronte à nouveau Serena Williams. Le scénario inverse se produit et Simona est éliminée (3-6, 0-6) en une petite heure. Il est à noter qu'en prenant un set à Ana Ivanović, la Roumaine a permis à l'Américaine de se qualifier en demi-finale. Elle avait donc la possibilité d'éliminer Serena en perdant en deux sets contre Ivanović.

### 2015: titre enPremier Mandatoryà Indian Wells et déception en Grand Chelem
Elle commence sa saison de la meilleure des manières, à l'Open de Shenzhen où elle remporte le titre aux dépens de Timea Bacsinszky (6-2, 6-2). Quelques jours plus tard commence la première levée du Grand Chelem de la saison, l'Open d'Australie. Elle bat successivement lors de ses trois premiers tours, sans perdre un seul set, Karin Knapp (6-3, 6-2), Jarmila Gajdošová (6-2, 6-2) et Bethanie Mattek-Sands (6-4, 7-5). Elle vainc ensuite Yanina Wickmayer (6-4, 6-2) pour ainsi se hisser en quart de finale. Elle perd cependant sèchement (4-6, 0-6) contre Ekaterina Makarova, en indiquant qu'elle n'était tout simplement pas « dans un bon jour ».
En février, Doha étant passé en Premier et Dubaï en Premier 5 dans le même créneau calendaire, elle défend son titre acquis l'an passé à Doha à l'Open de Dubaï. Alors tête de série no 1 du fait du forfait de Serena Williams, elle bat facilement la Slovaque Daniela Hantuchová (6-2, 6-0) puis Tsvetana Pironkova (6-4, 6-3). Elle affronte en quart de finale celle qui l'a battue en Australie, Ekaterina Makarova, et la bat difficilement en 3 sets au terme d'un match fou : 6-3, 1-6, 7-5. En demie, elle affronte Caroline Wozniacki et perd le premier set 6-2 avant de gagner les deux suivants 6-1, 6-1. En finale, elle affronte la Tchèque Karolína Plíšková qui progresse cette année en atteignant cette finale; au terme d'un match tendu et à suspense, elle gagne le match (6-4, 7-64) et remporte ainsi le 10e titre de sa carrière et le 2e dans la catégorie Premier 5.
Après cela, elle participe à l'Open d'Indian Wells, où elle vainc pour commencer Daria Gavrilova (2-6, 6-1, 6-2) et Varvara Lepchenko (6-1, 3-6, 6-1). Puis elle affronte une nouvelle fois Karolína Plíšková, qu'elle bat cette fois-ci plus facilement (6-4, 6-4). En quart de finale, elle se débarrasse en trois sets (5-7, 6-1, 6-1) de Carla Suárez Navarro, puis bénéficie au tour suivant du forfait de Serena Williams sur blessure. Après une finale très disputée face à la Serbe Jelena Janković où elle sera passée à deux points de la défaite, elle remporte le premier tournoi Premier Mandatory de sa carrière (2-6, 7-5, 6-4). Forte de sa grande confiance cumulée depuis le début de saison, avec notamment 20 victoires sur 21, elle participe dès la semaine suivante à l'Open de Miami. Pour son entrée en lice, elle se sort du match piège l'opposant à la revenante, Nicole Vaidišová, ancienne numéro sept mondiale, en l'emportant 6-4, 2-6, 6-1. Puis, elle se débarrasse de Camila Giorgi (6-4, 7-5), avant de vaincre Flavia Pennetta au tour suivant (6-3, 7-5) dans un match au haut niveau de jeu. Elle s'offre une place en demi-finale en dominant l'Américaine Sloane Stephens (6-1, 7-5) mais s'incline ensuite dans un match très disputé contre Serena Williams (2-6, 6-4, 5-7).

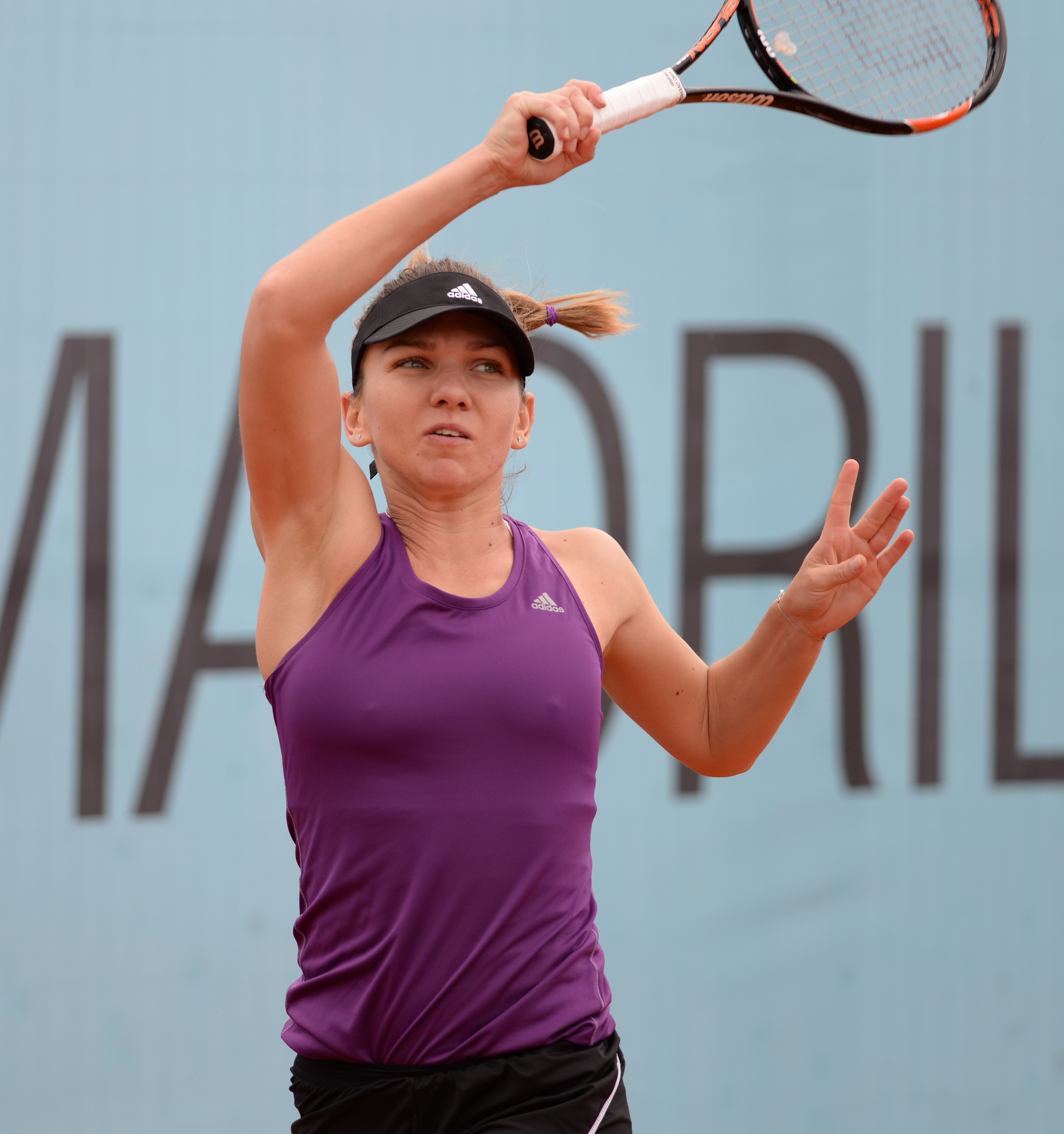
Simona Halep au tournoi de Madrid en 2015.

Demi-finaliste, par la suite, à Stuttgart en s'inclinant contre Caroline Wozniacki (5-7, 7-5, 2-6) et à Rome en tombant face à Suárez Navarro (6-2, 3-6, 5-7) sur terre battue. Elle se fait surtout surprendre au deuxième tour de Roland-Garros par Mirjana Lučić-Baroni en deux manches (5-7, 1-6) alors qu'elle était finaliste l'année dernière.
Lors de la saison sur herbe, son seul tournoi de préparation à Wimbledon est celui de Birmingham, lors duquel elle s'incline en quarts de finale contre la Française Kristina Mladenovic. Puis vient Wimbledon, demi-finaliste l'année dernière, elle se fait de nouveau surprendre mais au premier tour face à Jana Čepelová (7-5, 4-6, 3-6).
Vient par la suite le début de la tournée nord-américaine. Elle s'engage à Toronto, et gagne face à Jelena Janković (6-3, 6-4), Angelique Kerber (6-3, 5-7, 6-4) de manière plus acharnée et Agnieszka Radwańska (0-6, 6-3, 6-1) en subissant un bagel dans la première manche mais se qualifiant pour les demi-finales. À ce stade, elle bat Sara Errani (6-4, 6-4) sans trop puiser dans ses réserves. En finale, elle affronte la tombeuse de Serena Williams en demi-finale, Belinda Bencic, mais après deux premières manches très accrochées et menée dans le troisième set, elle abandonne (6-75, 7-64, 0-3 ab.). Malgré son abandon, elle joue à Cincinnati et réalise la même performance en se qualifiant pour la finale, pour cela elle bat difficilement Kristina Mladenovic (7-5, 5-7, 6-4), Andrea Petkovic (4-6, 6-4, 6-2), Anastasia Pavlyuchenkova (7-63, 6-2) et Jelena Janković (6-1, 6-2). Cependant elle s'incline encore une fois contre Serena (3-6, 6-75) dans une fin de match plus serrée. Toutes ses bonnes dernières performances lui donnent de la confiance pour le dernier grand chelem de la saison à Flushing Meadows. Elle passe sans encombre les trois premiers tours, mais éprouva beaucoup de difficultés et de peines à battre Sabine Lisicki en huitième (6-76, 7-5, 6-2) et Victoria Azarenka (6-3, 4-6, 6-4) en quart de finale qu'elle n'avait encore jamais battue. Cela sera une cause de sa défaite en demi-finale face à l'Italienne Flavia Pennetta, en étant diminuée physiquement mais aussi étant clairement passée à côté de son match, elle est battue (1-6, 3-6) en moins d'une heure de jeu et perd l'occasion de gagner son premier Grand Chelem.
Elle repart au travail, et lance sa tournée asiatique à Wuhan en tant que tête de série no 1 en l'absence de Serena. Elle passe le premier tour facilement mais s'incline à la surprise générale contre la qualifiée Johanna Konta, 66e mondiale (3-6, 6-3, 5-7), alors qu'elle menait 5-1 dans l'ultime manche. Après elle abandonne lors de son premier tour à Pékin, pour se laisser du temps à la préparation du masters, cependant elle passera complètement à côté de son tournoi en perdant deux matchs de poules et terminant l'année sur une déception. Mais finira à son meilleur classement malgré tout avec une 2e place mondiale.

### 2016:2etitre enPremier Mandatoryet résultats décevants en Grand Chelem à nouveau
Simona commence l'année avec un forfait à Brisbane blessée à son talon d'Achille gauche, puis peut reprendre, et va en demi-finale à Sydney en perdant contre la future lauréate Svetlana Kuznetsova, sur le score de : 6-75, 6-4, 3-6. Lors du premier tournoi du Grand Chelem à l'Open d'Australie, elle perd à la surprise générale dès le premier tour face à la qualifiée Zhang Shuai, 133e mondiale (4-6, 3-6), sans doute affaiblie. Quelques jours plus tard, elle annonce qu'elle déclarait forfait pour les prochains tournois pour « subir une intervention chirurgicale au nez » et veut revenir en mars pour la défense de son titre à Indian Wells. Mais elle remet finalement à plus tard son opération pour défendre ses points et disputer la Fed Cup. Elle dispute Dubaï (alors tenante du titre) et Doha, mais perd d'entrée de tournoi, ce qui est une véritable désillusion pour elle et ses ambitions qui lui feront perdre quelque places au classement.
En mars, elle revient pour la défense de son titre à Indian Wells, étant en manque de confiance mais arrive tout de même en quart de finale, en battant notamment Ekaterina Makarova en deux sets, mais perdant (4-6, 3-6) contre la no 1 mondiale Serena Williams. Puis à Miami, elle arrive également en quart assez facilement en gagnant ses duels à chaque fois en deux manches contre Daria Kasatkina, Julia Görges et Heather Watson, mais perd contre la Suissesse Timea Bacsinszky en trois sets.

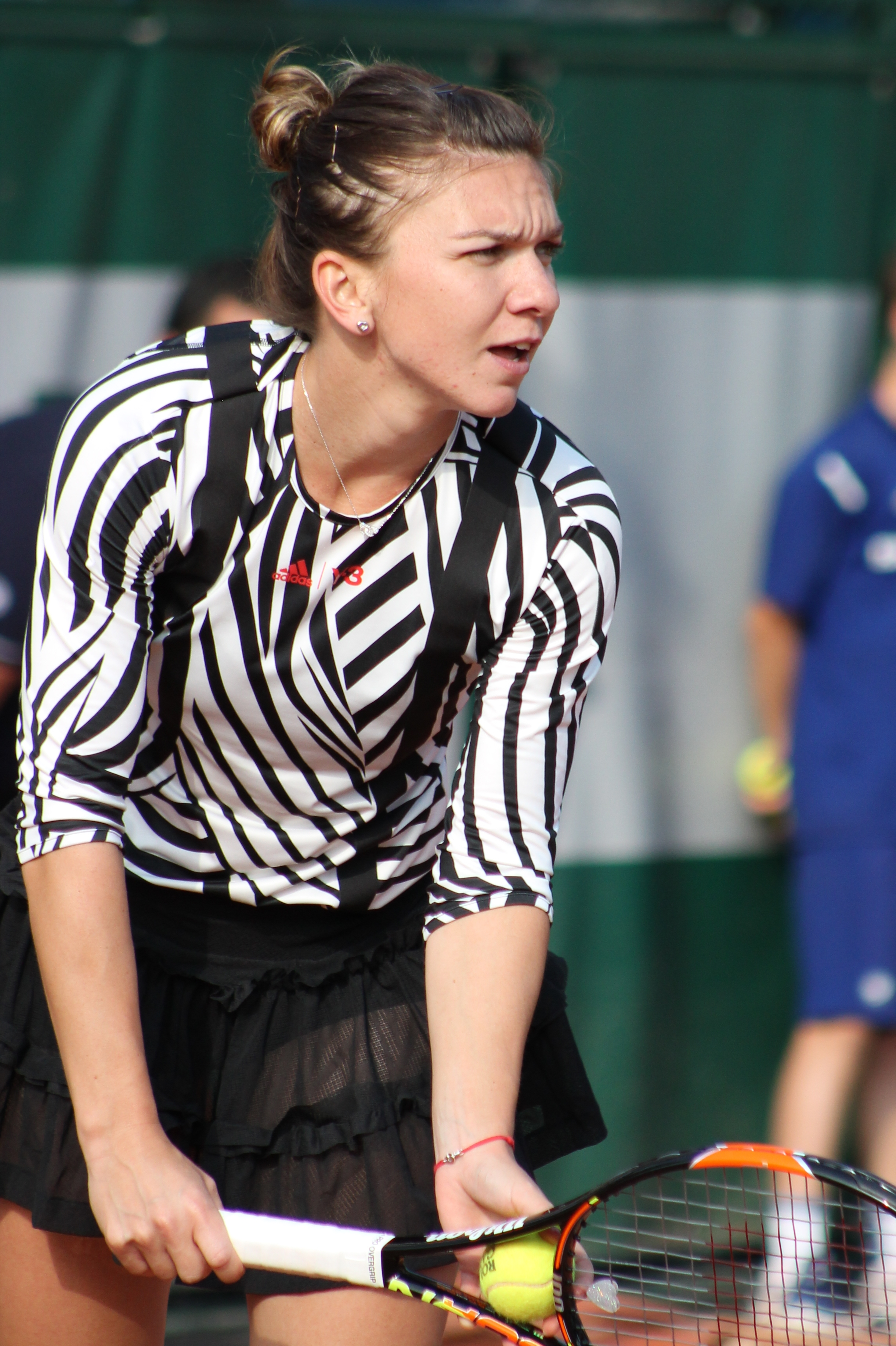
Simona Halep au service à Roland-Garros en 2016.

Elle commence la saison de terre battue au tournoi de Stuttgart où elle est balayée au premier tour, fatiguée après un week-end intense de Fed Cup. Elle enchaîne ensuite avec le tournoi de Madrid où elle montre un meilleur niveau, en battant très facilement ses premiers adversaires, avant de livrer son premier test en huitième contre la 15e mondiale, Timea Bacsinszky, qu'elle bat 6-2, 6-3, prenant sa revanche de Miami. Puis en quart, elle perd son premier set du tournoi 0-6, avant de remporter la rencontre (6-3, 0-6, 6-1) contre sa compatriote Irina-Camelia Begu, et expédie en tout juste 50 minutes en demi-finale l'Australienne Samantha Stosur (6-2, 6-0), et affrontera en finale la Slovaque 38e mondiale, Dominika Cibulková. Elle triomphe facilement 6-2, 6-4 en 1 h 20, après un super match avec un service retrouvé, 20 coups gagnants, 10 fautes directes et sans perdre son service. Elle gagne son premier titre de l'année, son douzième en carrière et le premier depuis Indian Wells 2015,. Lors du tournoi de Roland-Garros, elle éprouve quelques difficultés contre Zarina Diyas et Naomi Osaka en perdant un set, mais perd en huitième contre Samantha Stosur (6-70, 3-6). Elle impute cette défaite aux conditions météorologiques et aux multiples interruptions. Au point de lâcher : « Personne ne fait attention à nous... nous avons dû continuer à jouer. J'ai attendu trois jours et j'ai joué, mais j'ai joué sous la pluie. Je ne sentais pas mes coups, je ne me sentais pas non plus en sécurité sur le court. Ce n'est pas bon, cela ne devrait pas avoir lieu », montrant sa frustration après sa défaite.
Lors de la saison sur herbe, son seul tournoi est directement Wimbledon, elle passe ses trois premiers tours facilement, avant d'éprouver plus de mal contre la 9e mondiale Madison Keys, en trois manches (6-75, 6-4, 6-3) mais passant en quart de finale, où elle perdra en une heure et demie (5-7, 6-72) contre Angelique Kerber 4e mondiale, future finaliste. Ensuite chez elle, sur la terre battue du tournoi de Bucarest, elle parvient en finale non sans quelques difficultés au premier tour contre Barbora Krejčíková et en demi-finale contre Vania King. Lors du tournoi, elle déclare également forfait pour les Jeux olympiques à cause de l'épidémie d'infections à virus Zika au Brésil. Elle évince Anastasija Sevastova (6-0, 6-0) en 47 minutes et soulève son 13e titre. La semaine d'après pour le tournoi de Montréal, en étant 5e mondiale, elle passe ses deux premiers tours facilement face à Daria Gavrilova et Karolína Plíšková en deux manches. En quart, après la perte du premier set contre Svetlana Kuznetsova 11e, elle remporte la rencontre (3-6, 6-1, 6-1) en une heure et demie, puis en demi-finale dans un match poussif par le niveau de jeu, elle gagne (6-0, 3-6, 6-2) en 1h40 contre Angelique Kerber 2e mondiale, et se qualifiant pour une deuxième finale consécutive. Elle fait face à la 12e mondiale Madison Keys, qu'elle vient à bout (7-62, 6-3) en 1h15, remportant ainsi son troisième titre de la saison et pour la première fois la Coupe Rogers. Elle perd cependant en double avec sa compatriote Monica Niculescu en finale contre la paire Ekaterina Makarova-Elena Vesnina en deux manches. À Cincinnati, elle s'avance jusqu'en demi-finale en battant sur son passage Annika Beck, Daria Gavrilova et Agnieszka Radwańska sans perdre de set, avant de perdre en une heure et demie (3-6, 4-6) contre la no 2 mondiale, Angelique Kerber. Enfin à l'US Open, elle bat Kirsten Flipkens, Lucie Šafářová, Tímea Babos et Carla Suárez Navarro en huitième perdant seulement un set sur son parcours. Elle perd contre la no 1 mondiale, Serena Williams, (2-6, 6-4, 3-6) dans un super match et sans avoir déméritée.
Pour la tournée asiatique, à Wuhan, elle va en demi-finale sans perdre le moindre set contre Irina-Camelia Begu sur abandon, Yaroslava Shvedova et la 9e mondiale, Madison Keys (6-4, 6-2). Elle perd sèchement en tout juste une heure contre Petra Kvitová future lauréate, qui aura joué un match sans faute. À Pékin, elle perd de façon surprenante contre la Chinoise Zhang Shuai en huitième de finale.
Elle va disputer pour la troisième fois consécutive au Masters de Singapour, placée dans le Groupe Rouge, elle gagne facilement son premier match (6-4, 6-2) contre Madison Keys, puis de perdre ses deux derniers matchs contre la no 1 Angelique Kerber, et la future gagnante Dominika Cibulková en deux set. Elle est à nouveau éliminée aux poules comme l'année dernière.

### 2017: doublé à Madrid,2efinale à Roland-Garros etno1mondiale en fin de saison
Simona Halep commence l'année par une défaite prématurée à Shenzhen contre Kateřina Siniaková en trois manche, la future lauréate de l'épreuve. Lors du premier tournoi du Grand Chelem à l'Open d'Australie, elle perd également au premier tour comme l'année dernière, face à Shelby Rogers, 52e mondiale (3-6, 1-6), affaiblie par une douleur au genou. Concluant catastrophiquement le premier mois de l'année par une victoire et deux défaites. En février, elle déclare forfait avant son quart au tournoi de Saint-Pétersbourg pour son problème de genou qui la gêne depuis l'automne dernier. Elle renonce aux tournois de Doha et Dubaï.
Elle rebondit avec un quart de finale au tournoi de Miami en battant Naomi Osaka, Anett Kontaveit et difficilement Samantha Stosur (4-6, 7-5, 6-2) en sauvant une balle de match alors menée 4-6, 2-5. Avant d'être vaincu contre la future lauréate de l'épreuve, Johanna Konta dans un gros match (6-3, 6-77, 2-6) de 2 h 30.
Début des tournois sur terre battue, commençant à Stuttgart en parvenant en demi-finale mais perdant (4-6, 5-7) contre la future vainqueur, Laura Siegemund. Au Premier Mandatory de Madrid en tant que tenante du titre, elle passe facilement Kristýna Plíšková au premier tour, puis bat difficilement Roberta Vinci (6-3, 2-6, 7-62) et Samantha Stosur (6-4, 4-6, 6-4). Avant de dérouler contre Coco Vandeweghe et Anastasija Sevastova en deux manches sèches pour parvenir jusqu'en finale. Elle affronte pour le titre, la Française Kristina Mladenovic 17e mondiale, qu'elle arrive à vaincre dans un match à forte tension et de suspense de 2 h 45 sur le score de (7-5, 6-75, 6-2), après avoir été menée dans la première manche. Halep remporte son 2e titre à Madrid en trois finales disputées. Elle enchaîne au tournoi de Rome, où elle prend sa revanche de Stuttgart au premier tour en battant Laura Siegemund (6-4, 6-4), puis la 17e mondiale, Anastasia Pavlyuchenkova (6-1, 4-6, 6-0) après un dernier set limpide et la qualifiée, Anett Kontaveit (6-2, 6-4) en 1 h 20 pour atteindre le dernier carré. Halep se qualifie pour sa seconde finale consécutive en battant Kiki Bertens (7-5, 6-1) en 1 h 17 et peut réaliser le doublé Madrid-Rome. Cependant elle s'incline (6-4, 5-7, 1-6) contre la 11e mondiale, Elina Svitolina alors qu'elle menait les débats mais se tord la cheville sur une glissade dans la deuxième manche. Elle dit ne « pas être favorite pour Roland-Garros » à une semaine du début du tournoi.

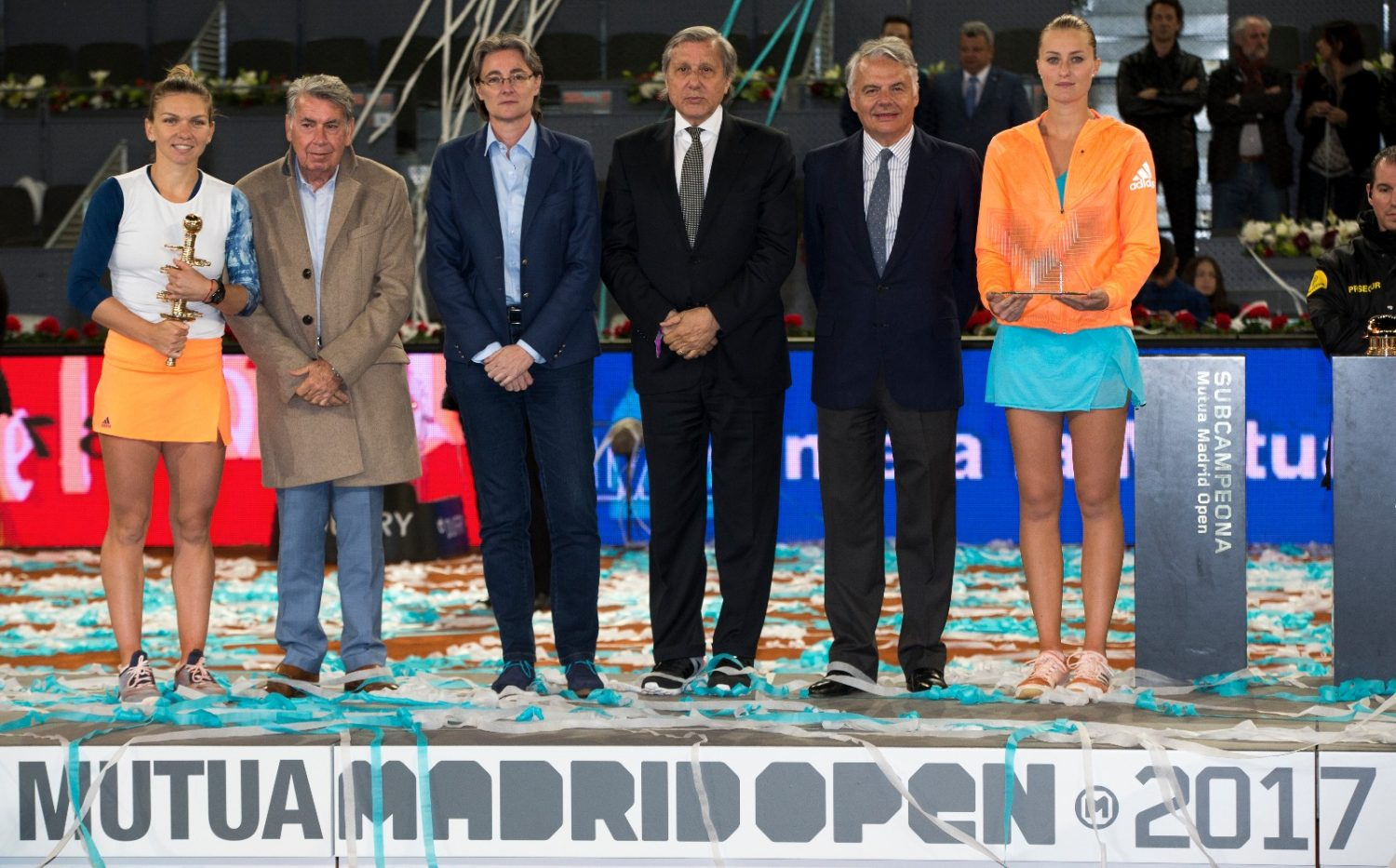
Simona Halep après sa victoire lors de la cérémonie des trophées au tournoi de Madrid en 2017.

Après une inquiétude sur sa blessure à la cheville, Halep participe finalement à Roland-Garros et maîtrise ses deux premiers tours facilement face à Jana Čepelová et Tatjana Maria en deux sets. Au 3e tour, elle est menée 3-5 par la Russe Daria Kasatkina mais s'impose finalement (6-0, 7-5) pour passer en seconde semaine. Elle domine par la suite Carla Suárez Navarro (6-1, 6-1) en tout juste une heure de jeu, signant sa première victoire contre l'Espagnole sur terre. Elle affronte en quart de finale Elina Svitolina 6e mondiale, une autre favorite au titre. Elle s'impose dans un match serré d'un peu plus de deux heures, perdant le premier set, étant menée 1-5 dans le second et écartant une balle de match dans le tie-break (3-6, 7-66, 6-0) avec un let favorable dans le tie break. Elle se qualifie pour les demi-finales, une première depuis l'US Open 2015. Lors de ce match, elle vainc la troisième joueuse mondiale Karolína Plíšková (6-4, 3-6, 6-3) en deux heures de jeu, pour s'offrir une deuxième finale à Roland-Garros, trois ans après celle perdue contre Maria Sharapova. Pour le gain du titre, elle défie la surprenante Lettonne de 20 ans, Jeļena Ostapenko 47e mondiale. Elle joue aussi pour devenir no 1 mondiale en cas de victoire. Dans une rencontre qu'elle mène de la tête et des épaules, en profitant également des grossières fautes de son adversaire, elle mène 6-4, 3-0 balle de 4-0 mais échoue à la concrétiser. Elle perdra la seconde manche, puis mènera 3-1 dans la dernière manche avant de se prendre cinq jeux consécutif (dont un let défavorable à 3-3 qui donne le break à la Lettonne) ; et ainsi sortir vaincue de ce match (6-4, 4-6, 3-6) en deux heures de jeu. Halep ressort de ce match déçu avec seulement 8 coups gagnants pour 10 fautes directes (comparé à son adversaire avec un 54/54), sans avoir réussi à perturber le jeu de son adversaire, se jugeant trop « spectatrice sur le court ».
Après cette déception, elle arrive sur la gazon avec le tournoi d'Eastbourne, où après deux victoires à l'arrachées et sur le fil contre Duan Ying-Ying et surtout Tsvetana Pironkova (6-76, 7-64, 7-5), elle perd après le gain de la première manche (7-5, 4-6, 1-6) lâchant le match dans la 3e contre la Danoise Caroline Wozniacki, 6e mondiale. À Wimbledon, Halep a à nouveau une autre opportunité de devenir no 1 mondiale après les défaites prématurées de Angelique Kerber et Karolína Plíšková avant les quarts de finale. Elle passe sans perdre de manche Marina Erakovic, Beatriz Haddad Maia, Peng Shuai et surtout Victoria Azarenka (7-63, 6-2) revenant progressivement de sa grossesse. Une place en demi-finale lui suffit à devenir la nouvelle reine de la WTA, mais s'incline cependant (7-62, 6-75, 4-6) après un gros combat de 2 h 38 contre la local Johanna Konta. La balle de match est par ailleurs gâché à cause d'une spectatrice trop bruyante.
Période de dur à nouveau, abandonnant en quart de finale à Washington contre Ekaterina Makarova, la future vainqueur. Puis pour la défense de son titre à Toronto, elle passe facilement ses tours en deux manches contre Magdaléna Rybáriková, Barbora Strýcová et Caroline Garcia, avant de se faire pulvériser (1-6, 1-6) en moins d'une heure par la précision et la démonstration de la 5e mondiale, Elina Svitolina en demi-finale. La semaine suivante à Cincinnati, Halep a une nouvelle opportunité de passer no 1 mondiale en faisant un meilleur résultat que Karolína Plíšková. Sur son parcours, exemptée de 1er tour elle passe facilement la qualifiée Taylor Townsend et Anastasija Sevastova (6-4, 6-3), avant de prendre sa revanche de Wimbledon en battant Johanna Konta (6-4, 7-61), bien que se compliquant la tâche en fin de match pour conclure. En demi-finale, elle fera face à la joueuse à la dynamique incroyable sur cette tournée américaine depuis son retour de blessure, l'Américaine Sloane Stephens qui a une wildcard, s'imposant facilement (6-2, 6-1) en 54 minutes mais profitant de la fatigue de son adversaire. Elle s'offre donc une 4e chance de devenir no 1 mondiale mais il lui faut remporter le tournoi et donc battre en finale Garbiñe Muguruza. Au cours de ce match, Halep est incapable de mettre son jeu en place et se fait balayer par l'Espagnol en moins d'une heure (6-1, 6-0) et échoue donc à devenir numéro 1 mondiale. Il lui manque cinq points au classement WTA pour y parvenir (pliskova 6390 points, Halep 6385 points). Débute l'US Open pour tenter à nouveau d'être no 1, mais également huit autres filles peuvent le devenir. Elle se voit comme adversaire du 1er tour, la 146e mondiale, Maria Sharapova, qu'elle n'a jamais battue. Après un match de 2 h 44, intense, physique et avec beaucoup de fautes directes, Halep perd cette rencontre (4-6, 6-4, 3-6). Pour la Roumaine, c'est une énorme déception. Elle explique sa défaite par la faible qualité de son service.
À la mi-octobre, elle participe au tournoi Premier Mandatory de Pékin. Pour son premier match, elle passe difficilement Alison Riske puis profite de l'abandon de Magdaléna Rybáriková, avant de vaincre pour la première fois de sa carrière, Maria Sharapova (6-2, 6-2) et aller en quart. Elle passe sans sourciller Daria Kasatkina (6-2, 6-1), avant de devenir no 1 mondiale à l'issue du tournoi pour la première fois de sa carrière à la suite de sa victoire (6-2, 6-4) en 1 h 15 sur Jeļena Ostapenko en demi-finale. C'est la première fois que le tennis roumain occupe la première place chez les femmes. Elle s'incline contre la Française Caroline Garcia (4-6, 6-73) en 1 h 52, laissant échapper un titre et signant sa première défaite en tant que nouvelle numéro 1 mondiale.
Forte de ses résultats au cours de l'année, elle se qualifie pour le Masters de Singapour. Pour son premier match, elle bat Caroline Garcia en deux manches expéditives (6-4, 6-2) en 1 h 27, celle-ci étant trop nerveuse lors de l'événement. Lors de son deuxième match, elle s'incline sèchement en 2 manches (0-6, 2-6) face à Caroline Wozniacki en 1 h 3. Pour son troisième et dernier match de la phase des poules, elle a l'occasion de se qualifier pour les demi-finales, mais elle se fait éliminer par l'Ukrainienne Elina Svitolina, en deux manches également (3-6, 4-6) en 1 h 10.
Malgré sa contre-performance en n'étant pas qualifiée pour la phase éliminatoire, elle s'assure de terminer l'année en étant la no 1 mondiale avec seulement 40 points d'avance.

### 2018: consécration avec un1ertitre du Grand Chelem à Roland-Garros et une finale à l'Open d'Australie
Simona Halep commence l'année de nouveau à Shenzhen et de belle manière, en remportant le titre pour lancer sa saison sur les bonnes bases. Perdant seulement un set contre Duan Ying-Ying au second tour et la Tchèque Kateřina Siniaková en finale (6-1, 2-6, 6-0) prenant sa revanche de l'année passée. En raison de la pluie, la finale se joua finalement à Shanghai dans des conditions indoor. En tant que tête de série numéro 1 pour l'Open d'Australie, Halep passe la wild card Destanee Aiava après un premier set compliqué, puis facilement Eugenie Bouchard (6-2, 6-2) en une heure ; avant de lutter et sortir vainqueur d'un marathon de 3 h 44 contre Lauren Davis (4-6, 6-4, 15-13) sous la chaleur écrasante de Melbourne. Malgré son marathon du match précédent et une douleur à la cheville, Halep passe tranquillement Naomi Osaka (6-3, 6-3) pour aller en quart ; puis après avoir été menée 0-3 par la Tchèque Karolína Plíšková alors 6e mondiale dans la première manche, la Roumaine finit par s'imposer (6-3, 6-2) en 1 h 11 et atteindre pour la première fois les demi-finales à Melbourne,. Elle affronte ensuite l'Allemande Angelique Kerber gagnante à Melbourne en 2016, qu'elle vainc après 2 h 20 de match (6-3, 4-6, 9-7) en écartant des balles de match à 5-6 au terme d'une dernière manche très disputée. Elle se qualifie ainsi pour sa troisième finale dans un tournoi du Grand-Chelem, la première en Australie,. Elle s'incline face à Caroline Wozniacki (6-72, 6-3, 4-6) après 2 h 49 de match intense, de bonne qualité et à rebondissements. Étant menée 1-4 dans la dernière manche, elle remonte à 4-4 avant de craquer pour perdre à sa 3e tentative à ce stade après Roland-Garros 2014 et 2017, et laissant la Danoise redevenir no 1 mondiale,.
Halep revient sur les courts au tournoi de Doha. Exemptée de 1er tour, elle se qualifie sans perdre de set pour les demi-finales, en passant Ekaterina Makarova, Anastasija Sevastova et la qualifiée Catherine Bellis. Elle déclare forfait à cause d'une blessure au pied droit avant son match face à Garbiñe Muguruza. Elle ne reprendra la compétition qu'au tournoi d'Indian Wells, en passant Kristýna Plíšková puis difficilement (1-6, 7-63, 6-2) la locale Caroline Dolehide au 3e tour, après Wang Qiang et Petra Martić (6-4, 6-75, 6-3) dans une rencontre serré de 2 h 23. Elle s'incline sèchement (3-6, 0-6) en tout juste une heure contre la future lauréate de 20 ans, la Japonaise Naomi Osaka. Puis à Miami, elle perd dès le 3e tour contre Agnieszka Radwańska (6-3, 2-6, 3-6).
Elle commence sa saison sur terre battue, à Stuttgart où elle s'incline contre Coco Vandeweghe (4-6, 1-6) en quart de finale. La semaine suivante elle est battue à Madrid par la 6e mondiale, Karolína Plíšková (4-6, 3-6) en quart de finale. Elle participe ensuite au tournoi de Rome, où elle retrouve un bon niveau de jeu avec notamment des victoires contre Naomi Osaka (6-1, 6-0) prenant sa revanche d'Indian Wells, puis profitant du forfait en 1/8 de Madison Keys avant de battre la 7e mondiale, Caroline Garcia (6-2, 6-3) et de Maria Sharapova (4-6, 6-1, 6-4) au terme d'un gros match de 2 h 23 de jeu. Elle atteint la finale, où elle perd cependant assez sèchement comme l'année précédente à ce même stade de la compétition contre l'Ukrainienne Elina Svitolina (0-6, 4-6) alors 4e mondiale.

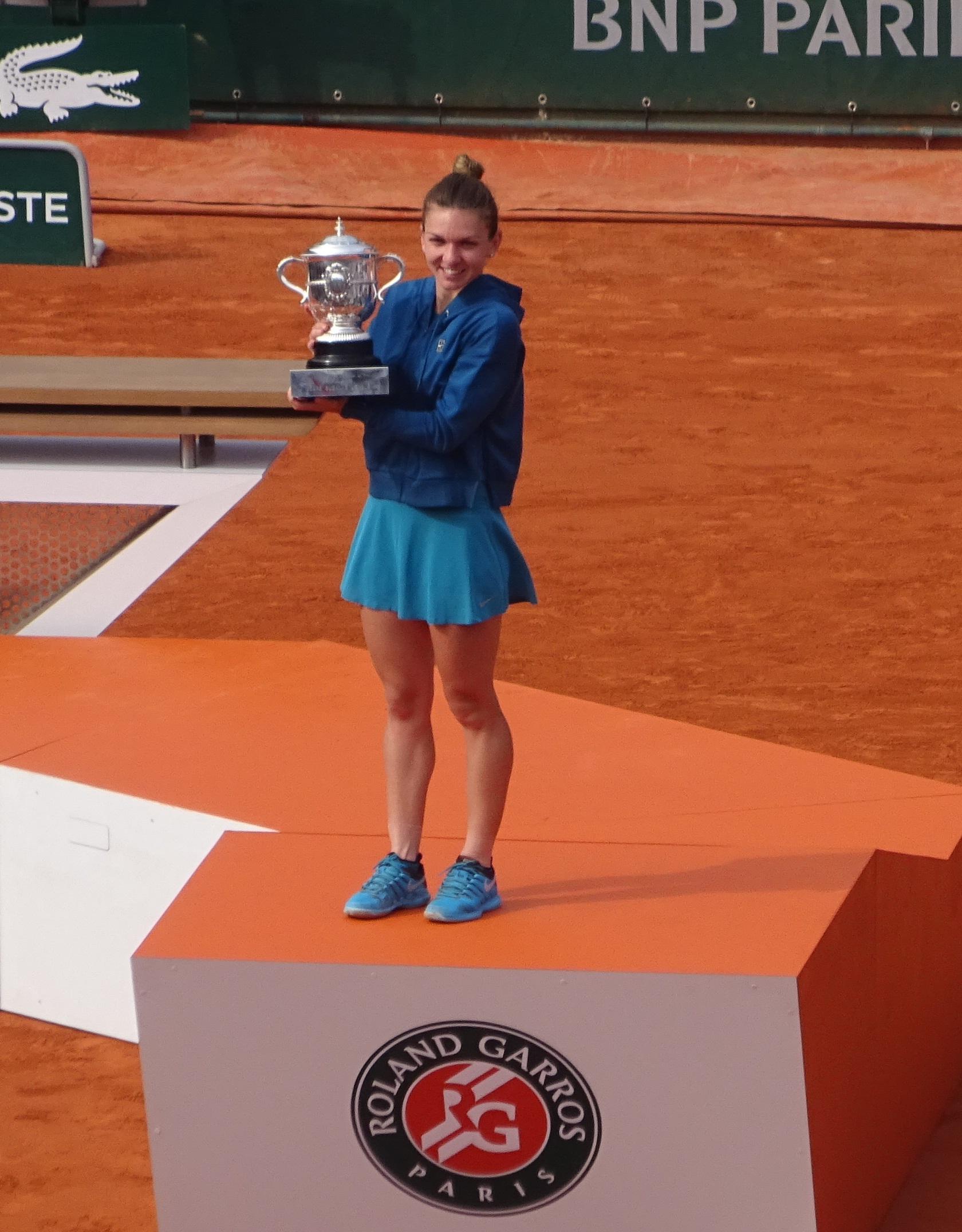
Simona Halep après sa victoire lors de la cérémonie des trophées au tournoi de Roland-Garros en 2018.

Fin mai, elle commence son tournoi du Grand-Chelem favori, le tournoi de Roland-Garros, en tant que no 1 mondiale. Elle ne débute pas idéalement dans un match où elle cède un set face à Alison Riske (2-6, 6-1, 6-1), mais se reprend bien lors de ses tours suivants contre Taylor Townsend (6-3, 6-1) et Andrea Petkovic (7-5, 6-0) malgré un premier set compliqué. Elle surclasse ensuite la Belge Elise Mertens (6-2, 6-1), puis vient à bout dans une rencontre accrochée de l'ancienne no 1 mondiale, l'Allemande Angelique Kerber (6-72, 6-3, 6-2) en 2 h 14 de jeu,. Elle vainc sans difficultés en demi-finale la 3e joueuse mondiale et vainqueur du tournoi en 2016, Garbiñe Muguruza (6-1, 6-4) en 1 h 32, pour s'offrir une deuxième finale consécutive à Paris, sa troisième en tout,. Pour le titre, le 9 juin, elle défie la gagnante du dernier US Open, la 10e mondiale Sloane Stephens et la domine en trois sets (3-6, 6-4, 6-1) en 2 h 03 dans un match de haut niveau, remportant ainsi le premier tournoi du Grand Chelem de sa carrière, dix ans après avoir triomphé au même endroit dans le tournoi junior,.
Lors de son retour en Roumanie, elle est accueillie par plus de 15 000 personnes dans le stade national de Bucarest.
Après son titre, Halep ne fait aucun tournois préparatoire sur gazon, faisant uniquement le tournoi de Wimbledon. Conséquence, elle perd dès le 3e tour contre la Taïwanaise Hsieh Su-wei (6-3, 4-6, 5-7) en 2 h 20.
En août commence la tournée du ciment américain avec le tournoi du Canada à Montréal. D'entrée Halep passe difficilement la Russe Anastasia Pavlyuchenkova (7-69, 4-6, 7-5) après une rude résistance de 3 h 10. Puis après cela, elle passe sans problème Venus Williams (6-2, 6-2), après la 6e mondiale, Caroline Garcia (7-5, 6-1) de nouveau et la tête de série numéro 15, Ashleigh Barty (6-4, 6-1) en 1 h 10 pour aller en finale. Remake de la finale de Roland-Garros, Halep affronte et bat de nouveau dans un match haletant en trois manches (7-66, 3-6, 6-4) en 2 h 41 la 3e mondiale, Sloane Stephens. Et elle enchaîne à Cincinnati, en passant sur deux jours la qualifiée Ajla Tomljanović (4-6, 6-3, 6-3), puis Ashleigh Barty (7-5, 6-4) comme la semaine dernière et Lesia Tsurenko (6-4, 6-1) pour arriver dans le dernier carré. Elle vainc ensuite le révélation du tournoi, la Biélorusse Aryna Sabalenka (6-3, 6-4), pour s'offrir le droit de disputer une deuxième finale en l'espace de deux semaines. Bertens retourne la rencontre pour s'imposer en deux heures (2-6, 7-66, 6-2) après qu'Halep ait prit les devants et ayant eu une balle de titre. Elle déclare forfait pour New Haven à cause de la fatigue accumulée par les matchs de ces dernières semaines.

### 2019: perte de la place de numéro 1 mondiale, deux finales mais deuxième titre en Grand Chelem à Wimbledon
Simona Halep commence sa saison par une défaite au premier tour du tournoi de Sydney contre Ashleigh Barty. Lors de l'Open d'Australie où elle est finaliste en titre, elle s'incline en huitièmes contre Serena Williams après un match de haute lutte (1-6, 6-4, 4-6). Engagée en Fed Cup début février, elle permet à la Roumanie d'accéder pour la première fois de son histoire aux demi-finales de la compétition en remportant ses deux simples contre Kateřina Siniaková (6-4, 6-0) et Karolína Plíšková (6-4, 5-7, 6-4). Elle déclare par la suite faire de l'épreuve son objectif principal de la saison. Elle enchaîne par le tournoi de Doha où elle parvient à se qualifier pour la finale après deux matchs difficiles contre Julia Görges (7-61, 7-66) et Elina Svitolina (6-3, 3-6, 6-4) contre laquelle elle écarte quatre balles de 5-1 dans la dernière manche. En finale, elle perd contre Elise Mertens (6-3, 4-6, 3-6), éprouvée par sa semaine. Pendant le tournoi, elle était suivie par l'entraîneur belge Thierry Van Cleemput mais ils décident finalement de ne pas continuer leur collaboration. À Dubaï, elle se qualifie en quart de finale, en battant respectivement Eugénie Bouchard et Lesia Tsurenko mais échoue face à Belinda Bencic (6-4, 4-6, 2-6).
Sur la tournée américaine, à Indian Wells, elle perd en huitième de finale, face à la jeune Tchèque Markéta Vondroušová (2-6, 6-3, 2-6). Puis, à Miami, elle se hisse jusqu'en demi-finale, en battant Taylor Townsend, Polona Hercog, Venus Williams (6-3, 6-3) et la chinoise Wang Qiang, mais perd ensuite face à Karolína Plíšková sur le score de (5-7, 1-6) en 1 h 14 min. Engagée en Fed Cup début avril, face à la France, elle rapporte deux points à la Roumanie, en battant Kristina Mladenovic (6-3, 6-1) et Caroline Garcia (6-76, 6-3, 6-4) mais perd le double décisif avec sa compatriote Monica Niculescu face à la paire Mladenovic-Garcia (7-5, 2-6, 4-6). Elle déclare ensuite forfait pour Stuttgart avec la fatigue accumulée lors du week-end de Fed Cup.
À Madrid, sur terre battue, elle se qualifie jusqu'en demi-finale sans perdre le moindre set (avec une victoire sur Ashleigh Barty) et se qualifie en finale en prenant sa revanche sur Belinda Bencic (6-2, 6-72, 6-0) en deux heures. Mais perd face à la Néerlandaise Kiki Bertens (4-6, 4-6) en 1 h 27 et redevient no 2 mondiale. À Rome, elle se fait surprendre encore une fois face à Markéta Vondroušová au second tour (6-2, 5-7, 3-6). Ensuite, à Roland-Garros, tenante du titre, elle passe ses deux premiers tours en trois sets face à Ajla Tomljanović (6-2, 3-6, 6-1) et Magda Linette (6-4, 5-7, 6-3) puis passe ses deux autres tours plus facilement, d'abord face à Lesia Tsurenko (6-2, 6-1) et ensuite face à la jeune Polonaise Iga Świątek (6-1, 6-0) mais perd de façon surprenante face à Amanda Anisimova (2-6, 4-6) en quart de finale. À l'issue de ce tournoi, elle redescend à la huitième place mondiale.
Sur gazon, tout d'abord, à Eastbourne, elle atomise Hsieh Su-wei (6-2, 6-0) puis bat difficilement Polona Hercog (6-1, 4-6, 6-3) et perd en quart de finale face à la future finaliste Angelique Kerber (4-6, 3-6). Ensuite, à Wimbledon, elle passe au premier tour la Biélorusse Aliaksandra Sasnovich (6-4, 7-5), en remportant les 5 derniers jeux du match, au second tour, elle passe en trois manches sa compatriote Mihaela Buzărnescu (6-3, 4-6, 6-2). Au troisième tour, elle affronte l'ex numéro 1 mondiale Victoria Azarenka, qu'elle bat en 1 h 6 sur le score de 6-3, 6-1. En huitième, elle bat la jeune Américaine de 15 ans Cori Gauff (6-3, 6-3), puis en quart, elle se défait de la Chinoise Zhang Shuai sur le score de (7-64, 6-1) en 1 h 27 et qui atteint le dernier carré à Londres pour la deuxième fois de sa carrière après 2014. En demie, elle retrouve Elina Svitolina 8e mondiale, qu'elle bat sur le score très sec de (6-1, 6-3) en 73 minutes,. Le 13 juillet, elle affronte Serena Williams alors 10e mondiale en finale où elle s'impose sèchement sur le score de (6-2, 6-2) en 56 minutes et gagne ainsi son second tournoi du Grand Chelem,. Grâce à ce second titre en Grand Chelem, Halep se replace dans la hiérarchie avec une 4e place mondiale.
Elle devient la première Roumaine titrée sur le gazon anglais et est décorée mardi par le président de son pays Klaus Iohannis.
Pour sa préparation au dernier tournoi du Grand Chelem de l'année, Simona Halep défend son titre au Canada, où elle frôle d'entrée l'élimination face à l'Américaine Jennifer Brady (4-6, 7-5, 7-65), celle-ci revenant de 0-4 à 5-4 dans le troisième set. Ensuite en huitième de finale, elle domine l'ancienne no 2 mondiale Svetlana Kuznetsova (6-2, 6-1) mais abandonne en quart de finale après la perte du premier set, à cause d'une blessure à la cheville gauche face à la jeune Tchèque Marie Bouzková (4-6). La semaine suivante, à Cincinnati, elle frôle encore l'élimination d'entrée face à la Russe Ekaterina Alexandrova (3-6, 7-5, 6-4) puis perd en huitième face à l'Américaine Madison Keys (1-6, 6-3, 5-7). À l'US Open, elle bat difficilement au premier tour l'Américaine Nicole Gibbs (6-3, 3-6, 6-2) et ensuite perd au second tour à la surprise générale face à Taylor Townsend, classée 112e joueuse mondiale (6-2, 3-6, 6-74).
Elle fait une tournée asiatique très décevante. En effet, d'abord à Wuhan, elle bat d'abord la Tchèque Barbora Strýcová (6-3, 6-2) avant d'abandonner au tour suivant à cause d'une blessure contractée durant le match face à Elena Rybakina (4-5). Puis à Pékin, elle atomise la Suédoise Rebecca Peterson (6-1, 6-1) mais perd face à la Russe Ekaterina Alexandrova (2-6, 3-6).
Étant qualifiée aux Masters, elle se retrouve dans le groupe violet avec la Canadienne Bianca Andreescu, l'Ukrainienne Elina Svitolina et la Tchèque Karolína Plíšková. Ce tournoi marque le retour de Darren Cahill auprès d'Halep.
Elle affronte d'abord, la révélation de l'année Bianca Andreescu, qu'elle bat sur le score de (3-6, 7-66, 6-3) dans un gros combat de deux heures et demi de jeu, suivi de break et de débreak mais en ayant dû sauver néanmoins une balle de match à 6-5 dans la deuxième manche. Pour son deuxième match, elle affronte sa rivale Elina Svitolina, elle perd en deux manches (5-7, 3-6) en 1 h 39. Lors de son dernier match, qui est qualificatif pour rallier les demi-finales, elle prend un 6-0 par Karolína Plíšková en 22 min avant de se ressaisir en remportant le deuxième set 6-2. Dans l'ultime manche, elle break d'entrée Plíšková. Mais ensuite la joueuse Tchèque inscrit cinq jeux d'affilée et Halep rate donc l'occasion de se qualifier pour une demi-finale (0-6, 6-2, 4-6). Elle n'a plus atteint le stade des demi-finales depuis sa finale de 2014.
Simona Halep termine l'année à la quatrième place mondiale.

### 2020: demi-finale à l'Open d'Australie et22etitre en carrière
Simona commence sa saison à Adélaïde, elle bat au premier tour la locale Ajla Tomljanović sur le score de (6-4, 7-5) puis perd en quart de finale face à Aryna Sabalenka (4-6, 2-6).
À l'Open d'Australie, en tant que tête de série no 4, elle bat au premier tour l'Américaine Jennifer Brady (7-65, 6-1), elle arrive en huitième de finale, en ne concédant seulement 11 jeux. Elle atomise la Britannique Harriet Dart (6-2, 6-4) puis Yulia Putintseva (6-1, 6-4). En huitième de finale, elle affronte et gagne face à la tête de sérié no 16 Elise Mertens sur le score de (6-4, 6-4) et en quart, elle bat en 53 minutes seulement, l'Estonienne Anett Kontaveit (6-1, 6-1). En demi-finale, elle retrouve la revenante Garbiñe Muguruza 32e mondiale, où elle perd (68-7, 5-7), en ayant quand même dans le premier set quelques balles de set. Elle dit, qu'elle fut touchée physiquement par la chaleur et qu'elle n'a pas su être assez agressive face à l'Espagnole. Après ce tournoi Halep, redevient no 2 mondiale derrière l'Australienne Ashleigh Barty.
À Dubaï, exemptée de premier tour, étant tête de série no 1, elle bat difficilement lors de son premier match la Tunisienne Ons Jabeur (1-6, 6-2, 7-67) en sauvant néanmoins, une balle de match dans le tie-break puis en quart, elle prend sa revanche en trois sets sur Aryna Sabalenka (3-6, 6-2, 6-2) et atomise la qualifiée en moins d'une heure dix Jennifer Brady (6-2, 6-0). En finale, elle se retrouve face à Elena Rybakina, qui en est à sa quatrième finale de l'année, elle gagne en trois sets avec plus de deux heures vingt de jeu (3-6, 6-3, 7-65). Grâce à ce succès, Halep gagne son vingtième titre en carrière.
Elle remporte en août son vingt-et-unième titre en simple, au tournoi de Prague, où elle bat la Belge Elise Mertens en finale sur le score de 6-2, 7-5. Puis, en septembre, elle remporte son vingt-deuxième titre à Rome, en s'imposant en finale contre Karolína Plíšková, blessée, qui abandonne dans le deuxième set 6-0, 2-1.
C'est donc logiquement qu'elle arrive au tournoi de Roland-Garros (reporté cette année-là à fin septembre en raison de la pandémie de COVID-19) avec le statut de favorite du tournoi. Elle gagne ses trois premiers matchs en deux sets, mais s'incline dès les huitièmes de finale contre la Polonaise Iga Świątek, sensation du tournoi, qui remportera le titre quelques jours plus tard. Cette défaite l'empêche de récupérer la première place mondiale, et elle termine l'année 2020 au rang de n°2 mondiale, derrière Ashleigh Barty.

### 2021: saison perturbée par des blessures et sortie du top 10
Tête de série numéro 1 du Tournoi de Melbourne, en Australie, Halep remporte son premier match au deuxième tour face à Anastasia Potapova en deux sets (6-4, 6-4). Elle perd pourtant sèchement en quart de finale contre Ekaterina Alexandrova, sur le score de 2-6, 1-6. A l'Open d'Australie, elle se hisse également en quart de finale, chutant cette fois-ci contre Serena Williams.
A Miami, tête de série n°3, elle passe les deux premiers tours mais déclare forfait avant troisième tour contre Anastasija Sevastova, invoquant une blessure à l'épaule. Elle fait son retour en avril au tournoi de Stuttgart où, tête de série n°2, elle bat successivement Markéta Vondroušová et Ekaterina Alexandrova, avant de s'incliner en demi-finale contre Aryna Sabalenka.
À Madrid, elle se défait de Sara Sorribes Tormo puis de Zheng Saisai, avant de chuter au troisième tour contre Elise Mertens. Au tournoi de Rome, exempte de premier tour en raison de son statut de tête de série n°3, elle perd dès son entrée en lice contre l'Allemande Angelique Kerber : elle doit en effet déclarer forfait alors qu'elle est menée 6-1, 3-3, victime d'une blessure au mollet gauche. Insuffisamment remise de sa blessure, elle déclare forfait pour Roland-Garros, puis pour le tournoi de Wimbledon, où elle est tenante du titre. Ne défendant pas les points de ces deux tournois, elle chute au classement et se retrouve 13ème mondiale : c'est la première fois depuis janvier 2014 qu'elle ne figure pas dans le top 10 du classement WTA, mettant fin à une série de 373 semaines dans le top 10, la huitième plus longue de l'histoire de la WTA.
Elle fait son retour sur le circuit en août, à Montréal, où elle est tête de série n°6 et exempte de premier tour, mais s'incline dès le deuxième tour contre l'Américaine Danielle Collins, sur le score de 6-2, 4-6, 4-6. Elle gagne son premier match depuis le mois d'avril au tournoi de Cincinnati, où elle bat la Polonaise Magda Linette au premier tour, 6-4, 3-6, 6-1. Elle déclare malheureusement forfait pour le deuxième tour, en raison d'une blessure à l'adducteur droit.
Lors de la dernière levée du Grand Chelem de l'année, à l'US Open, elle réalise un parcours convaincant, en battant Camila Giorgi puis Kristína Kučová et Elena Rybakina, avant de s'incliner en huitième de finale contre Elina Svitolina, 3-6, 3-6.
Sa fin de saison est marquée par une nouvelle finale au tournoi de Cluj-Napoca, en Roumanie, perdue 2-6, 3-6 contre l'Estonienne Anett Kontaveit, et une demi-finale au tournoi de Linz, perdue contre sa compatriote Jaqueline Cristian. Simona Halep termine la saison 2021 à la 20ème place mondiale, alors qu'elle avait terminé chaque saison dans le top 5 depuis 2014.

### 2022 - 2023:24etitre en simple
La saison 2022 débute bien pour Simona Halep. Elle remporte son vingt-troisième titre en carrière au tournoi de Melbourne en battant l'Australienne Destanee Aiva sur le score de 6-4, 6-2, sa compatriote Elena-Gabriela Ruse (6-2, 6-1), Viktorija Golubic (6-2, 5-7, 6-4), la jeune Chinoise Zheng Qinwen (6-3, 6-2) et en finale la Russe Veronika Kudermetova en deux sets (6-2, 6-3).
Tête de série no 14 à l'Open d'Australie, elle passe sans difficulté ses trois premiers tours, face à la jeune Polonaise Magdalena Frech (6-4, 6-3), la Brésilienne Beatriz Haddad Maia (6-2, 6-0) sur un score très sec et la Monténégrine Danka Kovinić, tombeuse de Emma Raducanu (6-2, 6-1), avant de s'incliner en trois sets en huitième de finale contre la Française Alizé Cornet (4-6, 6-3, 4-6), dans un match long de deux heures et 33 minutes sous une chaleur extrême.
Elle enchaîne avec le tournoi de Dubaï, qu'elle a remporté à deux reprises en 2015 et en 2020. Elle bat l'Américaine Alison Riske (6-2, 6-4) puis sa compatriote Elena-Gabriela Ruse  (6-3, 6-2). Elle affronte ensuite Ons Jabeur en quart de finale, dans un match avec beaucoup d'ambiance qu'elle finit par remporter (6-4, 6-3). Cette victoire marque sa première victoire sur une joueuse du top 10 depuis sa victoire face à Karolína Plíšková (6-0, 2-1 ab) en finale de Rome 2020. En demi-finale pour la troisième fois de sa carrière à Dubaï, elle affronte la Lettone Jeļena Ostapenko, la joueuse en forme du moment, mais cède sur le score de 6-2, 6-7, 0-6, après un énorme trou d'air au tie-break de la deuxième manche.
Elle participe au tournoi de Doha où elle s'incline face à Caroline Garcia (4-6, 3-6) dans des conditions de match très venteuses.
En mars, Simona Halep participe au tournoi exhibition « Tie-break Tens », en préparation du tournoi d'Indian Wells. Elle y affronte la Biélorusse Aryna Sabalenka et s'incline 10-7 dans un tie-break à rebondissements.
Après le tournoi d'exhibition, Simona Halep participe au tournoi d'Indian Wells. Exemptée de premier tour, la Roumaine affronte la Russe Ekaterina Alexandrova qu'elle bat en trois sets 6-2, 4-6, 6-2. Au tour suivant, Simona Halep est engagée dans le match choc de la soirée face à la jeune Américaine de 18 ans Coco Gauff, qu'elle vainc en deux sets 6-4, 6-3. Ce match permet à la Roumaine de gagner en confiance. En huitièmes de finale, elle affronte sa compatriote Sorana Cîrstea et la bat sur le score de 6-1, 6-4. En quart de finale, elle affronte la tombeuse de Emma Raducanu, Petra Martić et la bat très sèchement 6-1, 6-1 en 53 minutes. En demi-finale en Floride pour la troisième fois de sa carrière (après 2014 et 2015), elle affronte la joueuse du moment, la Polonaise Iga Świątek. Cette dernière la bat difficilement 7-66, 6-4 en une heure et cinquante minutes de jeu. Durant ce match, la joueuse Roumaine s'est fait masser la cuisse et fut diminuée pendant le reste du match.
Fin mars, Simona Halep participe au tournoi de Miami. Cependant elle est contrainte de se retirer en raison d'une blessure à la cuisse, alors qu'elle devait affronter l'Australienne Daria Gavrilova. Cette blessure l'oblige à se retirer du circuit pendant trois semaines.
Lors de sa reprise, au tournoi de Madrid, la Roumaine est opposée à la Chinoise Zhang Shuai qu'elle bat rapidement 6-3, 6-2. Au deuxième tour, elle se retrouve à confronter la numéro deux mondiale, Paula Badosa. Simona Halep la bat sèchement 6-3, 6-1 dans une excellente ambiance malgré le soutien du public vis-à-vis de l'Espagnole.En huitièmes de finale, elle est opposée à la jeune Américaine Coco Gauff. Elle la bat pour la troisième fois sans perdre un seul set. Qualifiée pour les quarts de finale, Simona Halep affronte une joueuse en forme, Ons Jabeur, qui a battu la Suissesse Belinda Bencic au tour précédent. Malgré une bonne entame de match (elle menait 2-1 break), la Roumaine peine a retrouver son meilleur niveau face à une très bonne Ons Jabeur. Simona Halep s'incline  6-3, 6-2 face à la Tunisienne. Avec ce beau parcours aux côtés de Patrick Mouratoglou, Simona Halep se dit en train de retrouver son tennis.
Lors du tournoi de Rome, la Roumaine est opposée au premier tour à la Française Alizé Cornet. Simona Halep prend sa revanche de l'Open d'Australie et la bat 6-4, 6-4. Elle est opposée au second tour à l'Américaine Danielle Collins. Simona Halep s'incline en deux sets et plus de deux heures (6-7, 3-6).
Au mois de mai, elle dispute le tournoi de Roland-Garros, elle affronte au premier tour Nastaja Schunk, qu'elle bat (6-4, 1-6, 6-1). Elle s'incline au deuxième tour face à la Chinoise Zheng Qinwen (2-6, 6-2, 1-6), seule joueuse à prendre un set à la future vainqueure du tournoi, Iga Świątek. Elle confie après sa défaite, avoir été victime d'une crise de panique. C'est la première fois depuis 2015, qu'elle perd aussi tôt dans le tournoi.
Elle participe ensuite au tournoi de Birmingham. Elle s'incline en demi-finale face à Beatriz Haddad Maia (3-6, 6-2, 4-6) alors qu'elle n'avait pas perdu un set dans ses matchs précédents.
Au tournoi Bad Homburg, elle bat Kateřina Siniaková et Tamara Zidanšek avant d'expédier Amanda Anisimova (6-2, 6-1). Elle déclare finalement forfait en demi-finale.
De retour à Wimbledon après deux ans d'absence, elle est opposée au premier tour à Karolína Muchová. La Roumaine la bat (6-3, 6-2) avant de mettre fin à la carrière de Kirsten Flipkens en la battant (7-5, 6-4). Au troisième tour, elle affronte la polonaise Magdalena Fręch (6-4, 6-1). En huitièmes de finale, elle expédie l'Espagnole Paula Badosa (6-1, 6-2). En quarts de finale pour la première fois depuis deux ans, elle affronte de nouveau Amanda Anisimova sur le Center Court et la bat (6-2, 6-4). En demi-finale, elle passe à côté de son match et perd en deux sets face à la Kazakhe Elena Rybakina (3-6, 3-6).
Le 3 août 2022, à Washington, alors qu’elle affronte Anna Kalinskaya au deuxième tour, Halep est menée 1 set à 0 malgré une belle remontée. Pas suffisant pour remporter le 1er set. Elle se fait rapidement breaker dans le deuxième set. Elle décide d’abandonner pour « coup de chaud » et repart du court en pleurant.
Au Masters du Canada, elle bat Donna Vekić au premier tour (6-0, 6-2), Zhang Shuai au deuxième tour (6-4, 6-2) et Jil Teichmann en huitièmes de finale (6-2, 7-5). Arrivée en quarts de finale sans perdre un set, elle bat l'Américaine Coco Gauff (6-4, 7-6). En demi finale, elle affronte Jessica Pegula et la bat (2-6, 6-3, 6-4). En finale d'un WTA 1000 pour la dix-huitième fois de sa carrière, elle affronte la Brésilienne Beatriz Haddad Maia et gagne la finale (6-3, 2-6, 6-3). Elle remporte ainsi son 24ème trophée.
Elle déclare forfait au deuxième tour à Cincinnati en août 2022. Battue au premier tour de l'US Open, Halep arrête sa saison en septembre. Atteinte de troubles respiratoires, elle subit une intervention chirurgicale à son nez.

### Suspension pour dopage
Le 21 octobre 2022, l'Agence d'intégrité du tennis annonce que la tenniswoman est suspendue pour dopage à la suite d'un contrôle positif lors de l'US Open.
Après des mois sans nouvelles, l'Agence d'intégrité du tennis annonce que Simona Halep est suspendue pour quatre ans à la suite des deux infractions : la première lors de l'US Open 2022 quand un contrôle avait révélé la présence d'une substance interdite dans son organisme et la deuxième concerne une irrégularité de son passeport biologique. Elle devra attendre théoriquement le 6 octobre 2026 avant de reprendre éventuellement la compétition. Le Tribunal arbitral du sport (TAS) réduit, mardi 5 mars 2024, la suspension à 9 mois. elle peut donc revenir sur les courts avec effet immédiat, sa bonne foi, par rapport à une contamination accidentelle, ayant été reconnue.

### 2024-2025: timide retour sur le circuit et retraite
Elle dispute son premier match depuis près de deux ans à Miami où elle arrache le premier set contre l'ancienne numéro deux Paula Badosa (6-1, 4-6, 3-6) en mars. Lors du tournoi du Trophée de Clarins à Paris) en mai 2024, elle abandonne dans le deuxième set contre McCartney Kessler après avoir remporté le premier (7-5, 2-3) suite à une douleur au genou gauche. Elle remporte son premier match sur le circuit depuis deux saisons à Hong Kong, pour le tournoi en catégorie 125, début octobre, contre l'Australienne Arina Rodionova (6-2, 4-6, 6-4) avant de ne remporter que trois petits jeux face à la Russe Anna Blinkova (2-6, 1-6). Elle joue le tournoi 250 d'Hong Kong à la fin du mois mais voit la Chinoise Yuan Yue la sortir (3-6, 3-6) pour ce qui constitue son dernier match de la saison. Elle est invitée au tournoi de Cluj en février et déclare après avoir encaissé une dernière défaite en carrière contre Lucia Bronzetti (1-6, 1-6) qu'elle prend sa retraite.

## Style de jeu
Simona Halep se distingue par son jeu très complet et une excellente condition physique qui lui assure une bonne couverture de terrain. Elle est également réputée pour son jeu défensif de fond de court et sa science du jeu, notamment sur terre battue. Elle prend la balle très tôt pour priver son adversaire de temps et construit le point en ouvrant le court, en cherchant des angles et variant les trajectoires. Son revers et son coup droit sont très solides, ses frappes sont lourdes et liftées, ce qui gêne l'adversaire. Son petit gabarit (1,68 m pour 60 kg) limite cependant sa puissance au service. Elle manque également parfois de concentration dans les moments clés du match et son mental a pu être friable par le passé.

## Palmarès

### Titres en simple dames
| No | Date       | Nom et lieu du tournoi                          | Catégorie | Dotation     | Surface      | Finaliste            | Score          |          |
| -- | ---------- | ----------------------------------------------- | --------- | ------------ | ------------ | -------------------- | -------------- | -------- |
| 1  | 10-06-2013 | Nürnberger Versicherungscup, Nuremberg          | Intern'l  | 235 000 $    | Terre (ext.) | Andrea Petkovic      | 6-3, 6-3       | Parcours |
| 2  | 16-06-2013 | Topshelf Open, Bois-le-Duc                      | Intern'l  | 235 000 $    | Gazon (ext.) | Kirsten Flipkens     | 6-4, 6-2       | Parcours |
| 3  | 08-07-2013 | Hungarian Grand Prix, Budapest                  | Intern'l  | 235 000 $    | Terre (ext.) | Yvonne Meusburger    | 6-3, 6-77, 6-1 | Parcours |
| 4  | 18-08-2013 | New Haven Open at Yale, New Haven               | Premier   | 690 000 $    | Dur (ext.)   | Petra Kvitová        | 6-2, 6-2       | Parcours |
| 5  | 14-10-2013 | Kremlin Cup, Moscou                             | Premier   | 795 707 $    | Dur (int.)   | Samantha Stosur      | 7-61, 6-2      | Parcours |
| 6  | 28-10-2013 | WTA Tournament of Champions, Sofia              | Intern'l  | 750 000 $    | Dur (int.)   | Samantha Stosur      | 2-6, 6-2, 6-2  | Parcours |
| 7  | 10-02-2014 | Qatar Open 2014, Doha                           | Premier 5 | 2 440 070 $  | Dur (ext.)   | Angelique Kerber     | 6-2, 6-3       | Parcours |
| 8  | 07-07-2014 | BRD Bucharest Open, Bucarest                    | Intern'l  | 250 000 $    | Terre (ext.) | Roberta Vinci        | 6-1, 6-3       | Parcours |
| 9  | 04-01-2015 | Shenzhen Open, Shenzhen                         | Intern'l  | 500 000 $    | Dur (ext.)   | Timea Bacsinszky     | 6-2, 6-2       | Parcours |
| 10 | 15-02-2015 | Duty Free Tennis Championships, Dubaï           | Premier 5 | 2 513 000 $  | Dur (ext.)   | Karolína Plíšková    | 6-4, 7-64      | Parcours |
| 11 | 11-03-2015 | BNP Paribas Open, Indian Wells                  | PREMIER*  | 5 381 235 $  | Dur (ext.)   | Jelena Janković      | 2-6, 7-5, 6-4  | Parcours |
| 12 | 30-04-2016 | Mutua Madrid Open, Madrid                       | PREMIER*  | 4 771 360 €  | Terre (ext.) | Dominika Cibulková   | 6-2, 6-4       | Parcours |
| 13 | 11-07-2016 | BRD Bucharest Open, Bucarest                    | Intern'l  | 250 000 $    | Terre (ext.) | Anastasija Sevastova | 6-0, 6-0       | Parcours |
| 14 | 25-07-2016 | Coupe Rogers, Montréal                          | Premier 5 | 2 714 413 $  | Dur (ext.)   | Madison Keys         | 7-62, 6-3      | Parcours |
| 15 | 06-05-2017 | Mutua Madrid Open, Madrid                       | PREMIER*  | 6 408 230 €  | Terre (ext.) | Kristina Mladenovic  | 7-5, 6-75, 6-2 | Parcours |
| 16 | 31-12-2017 | Shenzhen Open, Shenzhen                         | Intern'l  | 750 000 $    | Dur (ext.)   | Kateřina Siniaková   | 6-1, 2-6, 6-0  | Parcours |
| 17 | 27-05-2018 | Roland-Garros, Paris                            | G. Chelem | 19 598 500 € | Terre (ext.) | Sloane Stephens      | 3-6, 6-4, 6-1  | Parcours |
| 18 | 06-08-2018 | Coupe Rogers, Montréal                          | Premier 5 | 3 000 000 $  | Dur (ext.)   | Sloane Stephens      | 7-66, 3-6, 6-4 | Parcours |
| 19 | 01-07-2019 | The Championships, Wimbledon                    | G. Chelem | 14 245 000 £ | Gazon (ext.) | Serena Williams      | 6-2, 6-2       | Parcours |
| 20 | 17-02-2020 | Duty Free Tennis Championships, Dubaï           | Premier   | 2 529 740 $  | Dur (ext.)   | Elena Rybakina       | 3-6, 6-3, 7-65 | Parcours |
| 21 | 10-08-2020 | Prague Open, Prague                             | Intern'l  | 202 250 $    | Terre (ext.) | Elise Mertens        | 6-2, 7-5       | Parcours |
| 22 | 14-09-2020 | Internazionali d'Italia, Rome                   | Premier 5 | 2 098 290 $  | Terre (ext.) | Karolína Plíšková    | 6-0, 2-1 ab.   | Parcours |
| 23 | 04-01-2022 | Melbourne Summer Set 1, Melbourne               | WTA 250   | 239 477 $    | Dur (ext.)   | Veronika Kudermetova | 6-2, 6-3       | Parcours |
| 24 | 08-08-2022 | National Bank Open presented by Rogers, Toronto | WTA 1000  | 2 697 250 $  | Dur (ext.)   | Beatriz Haddad Maia  | 6-3, 2-6, 6-3  | Parcours |

### Finales en simple dames
| No | Date       | Nom et lieu du tournoi              | Catégorie | Dotation      | Surface      | Vainqueure          | Score               |          |
| -- | ---------- | ----------------------------------- | --------- | ------------- | ------------ | ------------------- | ------------------- | -------- |
| 1  | 26-04-2010 | GP Princesse Lalla Meryem, Fès      | Intern'l  | 220 000 $     | Terre (ext.) | Iveta Benešová      | 6-4, 6-2            | Parcours |
| 2  | 18-04-2011 | GP Princesse Lalla Meryem, Fès      | Intern'l  | 220 000 $     | Terre (ext.) | Alberta Brianti     | 6-4, 6-3            | Parcours |
| 3  | 21-05-2012 | Brussels Open, Bruxelles            | Premier   | 637 000 $     | Terre (ext.) | Agnieszka Radwańska | 7-5, 6-0            | Parcours |
| 4  | 05-05-2014 | Mutua Madrid Open, Madrid           | PREMIER*  | 4 236 425 $   | Terre (ext.) | Maria Sharapova     | 1-6, 6-2, 6-3       | Parcours |
| 5  | 25-05-2014 | Roland-Garros, Paris                | G. Chelem | 15 598 998 $  | Terre (ext.) | Maria Sharapova     | 6-4, 65-7, 6-4      | Parcours |
| 6  | 20-10-2014 | WTA Finals, Singapour               | Masters   | 6 500 000 $   | Dur (int.)   | Serena Williams     | 6-3, 6-0            | Parcours |
| 7  | 10-08-2015 | Rogers Cup, Toronto                 | Premier 5 | 2 513 000 $   | Dur (ext.)   | Belinda Bencic      | 7-65, 64-7, 3-0 ab. | Parcours |
| 8  | 17-08-2015 | Western & Southern Open, Cincinnati | Premier 5 | 2 701 240 $   | Dur (ext.)   | Serena Williams     | 6-3, 7-65           | Parcours |
| 9  | 15-05-2017 | Internazionali d'Italia, Rome       | Premier 5 | 3 076 495 $   | Terre (ext.) | Elina Svitolina     | 4-6, 7-5, 6-1       | Parcours |
| 10 | 28-05-2017 | Roland-Garros, Paris                | G. Chelem | 16 790 000 €  | Terre (ext.) | Jeļena Ostapenko    | 4-6, 6-4, 6-3       | Parcours |
| 11 | 14-08-2017 | Western & Southern Open, Cincinnati | Premier 5 | 2 836 904 $   | Dur (ext.)   | Garbiñe Muguruza    | 6-1, 6-0            | Parcours |
| 12 | 30-09-2017 | China Open, Pékin                   | PREMIER*  | 7 027 063 $   | Dur (ext.)   | Caroline Garcia     | 6-4, 7-63           | Parcours |
| 13 | 15-01-2018 | Australian Open, Melbourne          | G. Chelem | 25 096 000 A$ | Dur (ext.)   | Caroline Wozniacki  | 7-62, 3-6, 6-4      | Parcours |
| 14 | 14-05-2018 | Internazionali BNL d'Italia, Rome   | Premier 5 | 3 351 720 $   | Terre (ext.) | Elina Svitolina     | 6-0, 6-4            | Parcours |
| 15 | 13-08-2018 | Western & Southern Open, Cincinnati | Premier 5 | 2 874 299 $   | Dur (ext.)   | Kiki Bertens        | 2-6, 7-66, 6-2      | Parcours |
| 16 | 11-02-2019 | Qatar Total Open 2019, Doha         | Premier   | 851 031 $     | Dur (ext.)   | Elise Mertens       | 3-6, 6-4, 6-3       | Parcours |
| 17 | 04-05-2019 | Mutua Madrid Open, Madrid           | PREMIER*  | 6 536 160 € $ | Terre (ext.) | Kiki Bertens        | 6-4, 6-4            | Parcours |
| 18 | 25-10-2021 | Transylvania Open, Cluj-Napoca      | WTA 250   | 235 238 $     | Dur (int.)   | Anett Kontaveit     | 6-2, 6-3            | Parcours |

### Titre en double dames
| No | Date       | Nom et lieu du tournoi | Catégorie | Dotation  | Surface    | Partenaire         | Finalistes                            | Score            |          |
| -- | ---------- | ---------------------- | --------- | --------- | ---------- | ------------------ | ------------------------------------- | ---------------- | -------- |
| 1  | 31-12-2017 | Shenzhen Open Shenzhen | Intern'l  | 750 000 $ | Dur (ext.) | Irina-Camelia Begu | Barbora Krejčíková Kateřina Siniaková | 1-6, 6-1, [10-8] | Parcours |

### Finale en double dames
| No | Date       | Nom et lieu du tournoi | Catégorie | Dotation    | Surface    | Vainqueures                      | Partenaire       | Score     |          |
| -- | ---------- | ---------------------- | --------- | ----------- | ---------- | -------------------------------- | ---------------- | --------- | -------- |
| 1  | 25-07-2016 | Coupe Rogers Montréal  | Premier 5 | 2 413 663 $ | Dur (ext.) | Ekaterina Makarova Elena Vesnina | Monica Niculescu | 6-3, 7-65 | Parcours |

## Parcours en Grand Chelem

### Victoires (2)
| Année | Tournoi       | Adversaire en finale | Score         |
| 2018  | Roland-Garros | Sloane Stephens      | 3-6, 6-4, 6-1 |
| 2019  | Wimbledon     | Serena Williams      | 6-2, 6-2      |

### Finales (3)
| Année | Tournoi           | Adversaire en finale | Score          |
| 2014  | Roland-Garros     | Maria Sharapova      | 4-6, 7-65, 4-6 |
| 2017  | Roland-Garros (2) | Jeļena Ostapenko     | 6-4, 4-6, 3-6  |
| 2018  | Open d'Australie  | Caroline Wozniacki   | 62-7, 6-3, 4-6 |

### En simple dames
| Année | Open d'Australie | Open d'Australie    | Internationaux de France | Internationaux de France | Wimbledon       | Wimbledon           | US Open         | US Open         |
| ----- | ---------------- | ------------------- | ------------------------ | ------------------------ | --------------- | ------------------- | --------------- | --------------- |
| 2009  | —                | —                   | Q2                       | Vitalia Diatchenko       | —               | —                   | —               | —               |
| 2010  | Q1               | Stéphanie Foretz    | 1er tour (1/64)          | Samantha Stosur          | Q2              | Anastasiya Yakimova | 1er tour (1/64) | Jelena Janković |
| 2011  | 3e tour (1/16)   | Agnieszka Radwańska | 2e tour (1/32)           | Samantha Stosur          | 2e tour (1/32)  | Serena Williams     | 2e tour (1/32)  | Carla Suárez    |
| 2012  | 1er tour (1/64)  | Paula Ormaechea     | 1er tour (1/64)          | Petra Cetkovská          | 1er tour (1/64) | Anabel Medina       | 2e tour (1/32)  | Nadia Petrova   |
| 2013  | 1er tour (1/64)  | Sloane Stephens     | 1er tour (1/64)          | Carla Suárez             | 2e tour (1/32)  | Li Na               | 1/8 de finale   | Flavia Pennetta |
| 2014  | 1/4 de finale    | Dominika Cibulková  | Finale                   | Maria Sharapova          | 1/2 finale      | Eugenie Bouchard    | 3e tour (1/16)  | Mirjana Lučić   |
| 2015  | 1/4 de finale    | Ekaterina Makarova  | 2e tour (1/32)           | Mirjana Lučić            | 1er tour (1/64) | Jana Čepelová       | 1/2 finale      | Flavia Pennetta |
| 2016  | 1er tour (1/64)  | Zhang Shuai         | 1/8 de finale            | Samantha Stosur          | 1/4 de finale   | Angelique Kerber    | 1/4 de finale   | Serena Williams |
| 2017  | 1er tour (1/64)  | Shelby Rogers       | Finale                   | Jeļena Ostapenko         | 1/4 de finale   | Johanna Konta       | 1er tour (1/64) | Maria Sharapova |
| 2018  | Finale           | Caroline Wozniacki  | Victoire                 | Sloane Stephens          | 3e tour (1/16)  | Hsieh Su-wei        | 1er tour (1/64) | Kaia Kanepi     |
| 2019  | 1/8 de finale    | Serena Williams     | 1/4 de finale            | Amanda Anisimova         | Victoire        | Serena Williams     | 2e tour (1/32)  | Taylor Townsend |
| 2020  | 1/2 finale       | Garbiñe Muguruza    | 1/8 de finale            | Iga Świątek              | Annulé          | Annulé              | —               | —               |
| 2021  | 1/4 de finale    | Serena Williams     | —                        | —                        | —               | —                   | 1/8 de finale   | Elina Svitolina |
| 2022  | 1/8 de finale    | Alizé Cornet        | 2e tour (1/32)           | Zheng Qinwen             | 1/2 finale      | Elena Rybakina      | 1er tour (1/64) | Daria Snigur    |

N.B. : à droite du résultat se trouve le nom de l'ultime adversaire.

### En double dames
| Année | Open d'Australie                                                                        | Open d'Australie                                                                      | Internationaux de France                                                              | Internationaux de France                                                              | Wimbledon                                                                         | Wimbledon | US Open | US Open |
| ----- | --------------------------------------------------------------------------------------- | ------------------------------------------------------------------------------------- | ------------------------------------------------------------------------------------- | ------------------------------------------------------------------------------------- | --------------------------------------------------------------------------------- | --------- | ------- | ------- |
| 2011  | 1er tour (1/32) Y. Wickmayer \|\| style="text-align:left;" \| L. Dekmeijere A. Morita   | 1er tour (1/32) P. Hercog \|\| style="text-align:left;" \| J. Gajdošová K. Zakopalová | 1er tour (1/32) V. Lepchenko \|\| style="text-align:left;" \| Vania King Y. Shvedova  | 2e tour (1/16) I.-C. Begu \|\| style="text-align:left;" \| I. Benešová B. Strýcová    |                                                                                   |           |         |         |
| 2012  | 1er tour (1/32) Arantxa Rus \|\| style="text-align:left;" \| I.-C. Begu M. Niculescu    | 2e tour (1/16) A. Wozniak \|\| style="text-align:left;" \| V. King Y. Shvedova        | 1er tour (1/32) A. Wozniak \|\| style="text-align:left;" \| Y. Shvedova G. Voskoboeva | 1er tour (1/32) O. Savchuk \|\| style="text-align:left;" \| R. Voráčová K. Zakopalová |                                                                                   |           |         |         |
| 2013  | 1er tour (1/32) A. Rus \|\| style="text-align:left;" \| M. Czink B. Jovanovski          | 1er tour (1/32) A. rus \|\| style="text-align:left;" \| S. Cîrstea A. Morita          | 1er tour (1/32) A. Tatishvili \|\| style="text-align:left;" \| S. Foretz E. Hrdinová  | 1er tour (1/32) A. Cadanțu \|\| style="text-align:left;" \| J. Craybas C. Vandeweghe  |                                                                                   |           |         |         |
| 2014  | 1er tour (1/32) A. Cadanțu \|\| style="text-align:left;" \| K. Peschke K. Srebotnik     | —                                                                                     | —                                                                                     | —                                                                                     | —                                                                                 | —         | —       |         |
| 2015  | —                                                                                       | —                                                                                     | —                                                                                     | —                                                                                     | 1er tour (1/32) E. Bogdan \|\| style="text-align:left;" \| Hsieh S.w. F. Pennetta | —         | —       |         |
| 2021  | 1er tour (1/32) C. Kempenaers \|\| style="text-align:left;" \| Ar. Rodionova S. Sanders | —                                                                                     | —                                                                                     | —                                                                                     | —                                                                                 | —         | —       |         |
| 2022  | 1er tour (1/32) E-G. Ruse \|\| style="text-align:left;" \| J. Cristian A. Petkovic      | —                                                                                     | —                                                                                     | —                                                                                     | —                                                                                 | —         | —       |         |

N.B. : le nom du ou de la partenaire se trouve sous le résultat ; le nom des ultimes adversaires se trouve à droite.

### En double mixte
| Année | Open d'Australie | Open d'Australie | Internationaux de France                                                       | Internationaux de France | Wimbledon | Wimbledon | US Open                                                                   | US Open |
| ----- | ---------------- | ---------------- | ------------------------------------------------------------------------------ | ------------------------ | --------- | --------- | ------------------------------------------------------------------------- | ------- |
| 2015  | —                | —                | —                                                                              | —                        | —         | —         | 1/4 de finale H. Tecău \|\| style="text-align:left;" \| M. Hingis L. Paes |         |
| 2016  | —                | —                | 1er tour (1/16) H. Tecău \|\| style="text-align:left;" \| Chan Y.-j. M. Mirnyi | —                        | —         | —         | —                                                                         |         |

N.B. : le nom du ou de la partenaire se trouve sous le résultat ; le nom des ultimes adversaires se trouve à droite.

## Parcours en «Premier» et WTA 1000
Les tournois WTA « Premier Mandatory » et « Premier 5 » (entre 2009 et 2020) et WTA 1000 (à partir de 2021) constituent les catégories d'épreuves les plus prestigieuses, après les quatre levées du Grand Chelem.

### En simple dames
| Année |       |                            |                         |                              |                              |                              |                               |                            |                            |                                 |  |                             |
| Doha  | Dubaï | Indian Wells               | Miami                   | Madrid                       | Rome                         | Canada                       | Cincinnati                    | Pékin                      |                            | Tokyo                           |  |                             |
| Doha  | Dubaï | Indian Wells               | Miami                   | Madrid                       | Rome                         | Canada                       | Cincinnati                    | Pékin                      | Wuhan                      |                                 |  |                             |
| Doha  | Dubaï | Indian Wells               | Miami                   | Madrid                       | Rome                         | Canada                       | Cincinnati                    | Pékin                      | Guadalajara                |                                 |  |                             |
| 2011  |       | Hors catégorie             |                         | 2e tour (1/32) M.J. Martínez | 2e tour (1/32) S. Kuznetsova | 1er tour (1/32) M. Bartoli   |                               | 2e tour (1/16) L. Šafářová |                            |                                 |  |                             |
| 2012  |       | 3e tour (1/8) V. Azarenka  | Hors catégorie          | 3e tour (1/16) M. Sharapova  | 3e tour (1/16) M. Bartoli    | 1er tour (1/32) V. Williams  | 1er tour (1/32) V. Williams   | 2e tour (1/16) S. Stosur   | 1er tour (1/32) A. Medina  | 1er tour (1/32) M. Sharapova    |  | 2e tour (1/16) N. Petrova   |
| 2013  |       | 2e tour (1/16) A. Ivanović | Hors catégorie          | 2e tour (1/32) D. Cibulková  | 3e tour (1/16) S. Errani     | 1er tour (1/32) L. Domínguez | 1/2 finale S. Williams        |                            | 1/4 de finale S. Williams  | 1er tour (1/32) U. Radwańska    |  | 3e tour (1/8) V. Williams   |
| 2014  |       | Victoire A. Kerber         | Hors catégorie          | 1/2 finale A. Radwańska      |                              | Finale M. Sharapova          | 3e tour (1/8) C. Suárez       |                            | 1/4 de finale M. Sharapova | 1/4 de finale A. Ivanović       |  | 2e tour (1/16) G. Muguruza  |
| 2015  |       | Hors catégorie             | Victoire Ka. Plíšková   | Victoire J. Janković         | 1/2 finale S. Williams       | 1er tour (1/32) A. Cornet    | 1/2 finale C. Suárez          | Finale B. Bencic           | Finale S. Williams         | 1er tour (1/32) L. Arruabarrena |  | 3e tour (1/8) J. Konta      |
| 2016  |       | 2e tour (1/16) E. Vesnina  | Hors catégorie          | 1/4 de finale S. Williams    | 1/4 de finale T. Bacsinszky  | Victoire D. Cibulková        | 2e tour (1/16) D. Gavrilova   | Victoire M. Keys           | 1/2 finale A. Kerber       | 3e tour (1/8) Zhang S.          |  | 1/2 finale P. Kvitová       |
| 2017  |       | Hors catégorie             |                         | 3e tour (1/16) K. Mladenovic | 1/4 de finale J. Konta       | Victoire K. Mladenovic       | Finale E. Svitolina           | 1/2 finale E. Svitolina    | Finale G. Muguruza         | Finale C. Garcia                |  | 2e tour (1/16) D. Kasatkina |
| 2018  |       | 1/2 finale Forfait         | Hors catégorie          | 1/2 finale N. Osaka          | 3e tour (1/16) A. Radwańska  | 1/4 de finale Ka. Plíšková   | Finale E. Svitolina           | Victoire S. Stephens       | Finale K. Bertens          | 1er tour (1/32) O. Jabeur       |  | 2e tour (1/16) D. Cibulková |
| 2019  |       | Hors catégorie             | 1/4 de finale B. Bencic | 4e tour (1/8) M. Vondroušová | 1/2 finale Ka. Plíšková      | Finale K. Bertens            | 2e tour (1/16) M. Vondroušová | 1/4 de finale M. Bouzková  | 3e tour (1/8) M. Keys      | 2e tour (1/16) E. Alexandrova   |  | 3e tour (1/8) E. Rybakina   |
| 2020  |       |                            | Hors catégorie          | Annulé                       | Annulé                       | Annulé                       | Victoire Ka. Plíšková         | Annulé                     |                            | Annulé                          |  | Annulé                      |
|       |       | WTA 1000                   |                         |                              |                              |                              |                               |                            |                            |                                 |  |                             |
| 2021  |       | Hors catégorie             |                         | 3e tour (1/16) A. Sasnovich  | 3e tour (1/16) Forfait       | 3e tour (1/8) E. Mertens     | 2e tour (1/16) A. Kerber      | 2e tour (1/16) D. Collins  | 2e tour (1/16) J. Pegula   | Annulé                          |  | Annulé                      |
| 2022  |       | 1er tour (1/32) C. Garcia  | Hors catégorie          | 1/2 finale I. Świątek        |                              | 1/4 de finale O. Jabeur      | 2e tour (1/16) D. Collins     | Victoire B. Haddad Maia    | 2e tour (1/16) Forfait     | Hors calendrier                 |  |                             |
| 2024  |       |                            |                         |                              | 1er tour (1/64) P. Badosa    |                              |                               |                            |                            |                                 |  |                             |

Sous le résultat, l’ultime adversaire.
1. 1 2   Les tournois de Doha et Dubaï alternent le statut de tournoi WTA 1000 (ex Premier 5) entre 2009 et 2023 : les trois premières éditions ont lieu à Dubaï, les trois suivantes à Doha, puis Dubaï accueille le tournoi de cette catégorie les années impaires et Dubaï les années paires. De 2011 à 2023, la ville qui n’accueille pas de WTA 1000 organise à la place un tournoi WTA 500 (ex Premier).
2. 1 2 3 4 5 6 7 8   L’ordre de déroulement des tournois a évolué depuis 2009 : Rome se dispute avant Madrid et Cincinnati avant Montréal/Toronto jusqu’en 2010, tandis que Tokyo/Wuhan/Guadalajara ont lieu avant Pékin jusqu’en 2023.
3. 1 2 3 4 5 6 7 8  Du fait de la pandémie de Covid-19, les tournois d’Indian Wells, de Miami, de Madrid, du Canada, de Wuhan et de Pékin sont annulés en 2020. Ces deux derniers le sont également en 2021. Pour des raisons d’organisation, le tournoi de Cincinnati 2020 a exceptionnellement lieu à Flushing Meadows à New York.
4. ↑  Le 1er décembre 2021, le président de la WTA, Steve Simon, annonce que tous les tournois prévus en Chine et à Hong Kong sont suspendus à partir de 2022, en raison de préoccupations concernant la sécurité et le bien-être de la joueuse de tennis chinoise Peng Shuai après ses allégations de relations sexuelles non-consenties avec Zhang Gaoli, membre de haut rang du Parti communiste chinois. Le tournoi de Pékin revient en 2023. Le tournoi de Guadalajara remplace celui de Wuhan pendant deux ans, ce dernier réapparaissant en 2024.

## Parcours aux Masters

### En simple dames
| # | Date       | Nom de l'édition                              | ($)        | Surface    | Résultat               | Ultime adversaire   | Score          |          |
| - | ---------- | --------------------------------------------- | ---------- | ---------- | ---------------------- | ------------------- | -------------- | -------- |
| 1 | 20/10/2014 | BNP Paribas WTA Finals Singapour              | 6 500 000  | Dur (int.) | Finale                 | Serena Williams     | 6-3, 6-0       | Parcours |
| 2 | 25/10/2015 | BNP Paribas WTA Finals by SC Global Singapour | 7 000 000  | Dur (int.) | Round Robin (victoire) | Flavia Pennetta     | 6-0, 6-3       | Parcours |
| 2 | 25/10/2015 | BNP Paribas WTA Finals by SC Global Singapour | 7 000 000  | Dur (int.) | Round Robin (défaite)  | Maria Sharapova     | 6-4, 6-4       | Parcours |
| 2 | 25/10/2015 | BNP Paribas WTA Finals by SC Global Singapour | 7 000 000  | Dur (int.) | Round Robin (défaite)  | Agnieszka Radwańska | 7-65, 6-1      | Parcours |
| 3 | 23/10/2016 | BNP Paribas WTA Finals Singapour              | 7 000 000  | Dur (int.) | Round Robin (victoire) | Madison Keys        | 6-4, 6-2       | Parcours |
| 3 | 23/10/2016 | BNP Paribas WTA Finals Singapour              | 7 000 000  | Dur (int.) | Round Robin (défaite)  | Angelique Kerber    | 6-4, 6-2       | Parcours |
| 3 | 23/10/2016 | BNP Paribas WTA Finals Singapour              | 7 000 000  | Dur (int.) | Round Robin (défaite)  | Dominika Cibulková  | 6-3, 7-65      | Parcours |
| 4 | 22/10/2017 | BNP Paribas WTA Finals Singapour              | 7 000 000  | Dur (int.) | Round Robin (victoire) | Caroline Garcia     | 6-4, 6-2       | Parcours |
| 4 | 22/10/2017 | BNP Paribas WTA Finals Singapour              | 7 000 000  | Dur (int.) | Round Robin (défaite)  | Caroline Wozniacki  | 6-0, 6-2       | Parcours |
| 4 | 22/10/2017 | BNP Paribas WTA Finals Singapour              | 7 000 000  | Dur (int.) | Round Robin (défaite)  | Elina Svitolina     | 6-3, 6-4       | Parcours |
| 5 | 21/10/2018 | BNP Paribas WTA Finals Singapour              | 7 000 000  | Dur (int.) | Forfait                | Forfait             | Forfait        | Parcours |
| 6 | 27/10/2019 | Shiseido WTA Finals Shenzhen                  | 14 000 000 | Dur (int.) | Round Robin (victoire) | Bianca Andreescu    | 3-6, 7-66, 6-3 | Parcours |
| 6 | 27/10/2019 | Shiseido WTA Finals Shenzhen                  | 14 000 000 | Dur (int.) | Round Robin (défaite)  | Elina Svitolina     | 7-5, 6-3       | Parcours |
| 6 | 27/10/2019 | Shiseido WTA Finals Shenzhen                  | 14 000 000 | Dur (int.) | Round Robin (défaite)  | Karolína Plíšková   | 0-6, 6-2, 4-6  | Parcours |

## Parcours aux Jeux olympiques

### En simple dames
| # | Date       | Nom de l'olympiade           | Surface      | Résultat        | Ultime adversaire  | Score    |          |
| - | ---------- | ---------------------------- | ------------ | --------------- | ------------------ | -------- | -------- |
| 1 | 28/07/2012 | Olympic Tennis Event Londres | Gazon (ext.) | 1er tour (1/32) | Yaroslava Shvedova | 6-4, 6-2 | Parcours |

### En double dames
| # | Date       | Nom de l'olympiade           | Surface      | Résultat        | Partenaire     | Ultimes adversaires            | Score    |          |
| - | ---------- | ---------------------------- | ------------ | --------------- | -------------- | ------------------------------ | -------- | -------- |
| 1 | 28/07/2012 | Olympic Tennis Event Londres | Gazon (ext.) | 1er tour (1/16) | Sorana Cîrstea | Serena Williams Venus Williams | 6-3, 6-2 | Parcours |

## Parcours en Fed Cup
| #                                                                        | Date       | Lieu        | Surface      | Gagnante(s)              | Perdante(s)                   | Score            |          |
|                                                                          |            |             |              |                          |                               |                  |          |
| 2014 - Barrage (groupe mondial II) - Roumanie - Serbie - 4 : 1           |            |             |              |                          |                               |                  |          |
| 1                                                                        | 19/04/2014 | Bucarest    | Terre (ext.) | Simona Halep             | Bojana Jovanovski             | 6-2, 6-4         | Parcours |
| 1                                                                        | 19/04/2014 | Bucarest    | Terre (ext.) | Ana Ivanović             | Simona Halep                  | 6-3, 7-62        | Parcours |
|                                                                          |            |             |              |                          |                               |                  |          |
| 2015 - 1er tour (groupe mondial II) - Roumanie - Espagne - 3 : 2         |            |             |              |                          |                               |                  |          |
| 2                                                                        | 07/02/2015 | Galați      | Dur (int.)   | Simona Halep             | Sílvia Soler                  | 6-2, 6-1         | Parcours |
| 2                                                                        | 07/02/2015 | Galați      | Dur (int.)   | Garbiñe Muguruza         | Simona Halep                  | 6-4, 6-3         | Parcours |
|                                                                          |            |             |              |                          |                               |                  |          |
| 2016 - 1er tour (groupe mondial) - Roumanie - République tchèque - 2 : 3 |            |             |              |                          |                               |                  |          |
| 3                                                                        | 06/02/2016 | Cluj-Napoca | Dur (int.)   | Karolína Plíšková        | Simona Halep                  | 6-74, 6-4, 6-2   | Parcours |
| 3                                                                        | 06/02/2016 | Cluj-Napoca | Dur (int.)   | Simona Halep             | Petra Kvitová                 | 6-4, 3-6, 6-3    | Parcours |
|                                                                          |            |             |              |                          |                               |                  |          |
| 2016 - Barrage (groupe mondial I) - Roumanie - Allemagne - 1 : 4         |            |             |              |                          |                               |                  |          |
| 4                                                                        | 16/04/2016 | Cluj-Napoca | Terre (int.) | Simona Halep             | Andrea Petkovic               | 6-4, 6-75, 6-4   | Parcours |
| 4                                                                        | 16/04/2016 | Cluj-Napoca | Terre (int.) | Angelique Kerber         | Simona Halep                  | 6-2, 6-2         | Parcours |
|                                                                          |            |             |              |                          |                               |                  |          |
| 2017 - Barrage (groupe mondial II) - Roumanie - Grande-Bretagne - 3 : 2  |            |             |              |                          |                               |                  |          |
| 5                                                                        | 22/04/2017 | Constanța   | Terre (ext.) | Simona Halep             | Heather Watson                | 6-4, 6-1         | Parcours |
| 5                                                                        | 22/04/2017 | Constanța   | Terre (ext.) | Simona Halep             | Johanna Konta                 | 6-1, 6-3         | Parcours |
| 5                                                                        | 22/04/2017 | Constanța   | Terre (ext.) | Jocelyn Rae Laura Robson | Simona Halep Monica Niculescu | 6-3, 1-6, [10-8] | Parcours |

## Classements WTA en fin de saison
| Année          | 2008 | 2009 | 2010 | 2011 | 2012 | 2013 | 2014 | 2015 | 2016 | 2017 | 2018 | 2019 | 2020 | 2021 | 2022 | 2023 | 2024 |
| Rang en simple | 352  | 210  | 81   | 53   | 47   | 11   | 3    | 2    | 4    | 1    | 1    | 4    | 2    | 20   | 10   | –    | 882  |
| Rang en double | 345  | 281  | –    | 197  | 221  | 484  | 497  | 301  | 124  | 148  | 165  | 146  | 133  | 292  | 1250 | –    | –    |

Source : (en) Classements de Simona Halep sur le site officiel de la Fédération internationale de tennis

### Périodes au rang de numéro un mondiale
| # | Précédée par       | Dates                   | Suivie par         | Nombre de semaines | Cumul |
| - | ------------------ | ----------------------- | ------------------ | ------------------ | ----- |
| 1 | Garbiñe Muguruza   | 09/10/2017 - 28/01/2018 | Caroline Wozniacki | 16                 | 16    |
| 2 | Caroline Wozniacki | 26/02/2018 - 28/01/2019 | Naomi Osaka        | 48                 | 64    |

au 28 janvier 2019

## Records et statistiques

### Confrontations avec ses principales adversaires
Confrontations lors des différents tournois WTA avec ses principales adversaires (5 confrontations minimum et avoir été membre du top 10). Classement par pourcentage de victoires. Situation au 27 janvier 2023 :
Les joueuses retraitées sont en gris.
| Joueuse              | Meilleur classement | Confrontations | Victoires | Défaites | Pourcentage de victoires | Dernière confrontation                             |
| -------------------- | ------------------- | -------------- | --------- | -------- | ------------------------ | -------------------------------------------------- |
| Serena Williams      | 1                   | 12             | 2         | 10       | 16,6                     | défaite (3-6, 3-6) à l'Open d'Australie 2021       |
| Maria Sharapova      | 1                   | 9              | 2         | 7        | 22,2                     | victoire (4-6, 6-1, 6-4) à Rome 2018               |
| Caroline Wozniacki   | 1                   | 7              | 2         | 5        | 28,6                     | défaite (62-7, 6-3, 4-6) à l'Open d'Australie 2018 |
| Dominika Cibulková   | 4                   | 7              | 2         | 5        | 28,6                     | défaite (0-6, 5-7) à Wuhan 2018                    |
| Flavia Pennetta      | 6                   | 6              | 2         | 4        | 33,3                     | victoire (6-0, 6-3) au Masters 2015                |
| Ana Ivanovic         | 1                   | 6              | 2         | 4        | 33,3                     | défaite (6-72, 2-6) à Dubaï 2016                   |
| Garbiñe Muguruza     | 1                   | 7              | 3         | 4        | 42,8                     | victoire (6-3, 4-6, 6-4) à Rome 2020               |
| Agnieszka Radwańska  | 2                   | 11             | 5         | 6        | 45,5                     | défaite (6-3, 2-6, 3-6) à Miami 2018               |
| Elina Svitolina      | 3                   | 11             | 5         | 6        | 45,5                     | défaite (3-6, 3-6) à l'US Open 2021                |
| Kristina Mladenovic  | 10                  | 6              | 3         | 3        | 50                       | victoire (6-3, 6-1) à la Fed Cup 2019              |
| Kiki Bertens         | 4                   | 6              | 3         | 3        | 50                       | défaite (4-6, 4-6) à Madrid 2019                   |
| Angelique Kerber     | 1                   | 12             | 6         | 6        | 50                       | défaite (6-1, 3-3 ab.) à Rome 2021                 |
| Venus Williams       | 1                   | 7              | 4         | 3        | 57,1                     | victoire (6-3, 6-3) à Miami 2019                   |
| Johanna Konta        | 4                   | 7              | 4         | 3        | 57,1                     | victoire (7-5, 6-1) à Madrid 2019                  |
| Carla Suárez Navarro | 6                   | 12             | 7         | 5        | 58,3                     | victoire (6-1, 6-1) à Roland-Garros 2017           |
| Samantha Stosur      | 4                   | 10             | 6         | 4        | 60                       | victoire (6-4, 4-6, 6-4) à Madrid 2017             |
| Svetlana Kuznetsova  | 2                   | 8              | 5         | 3        | 62,5                     | victoire (6-2, 6-1) à Toronto 2019                 |
| Karolína Plíšková    | 1                   | 12             | 8         | 4        | 66,6                     | victoire (6-0, 2-1 ab.) à Rome 2020                |
| Roberta Vinci        | 7                   | 7              | 5         | 2        | 71,4                     | victoire (6-3, 2-6, 7-62) à Madrid 2017            |
| Madison Keys         | 5                   | 7              | 5         | 2        | 71,4                     | défaite (1-6, 6-3, 5-7) à Cincinnati 2019          |
| Ekaterina Makarova   | 8                   | 7              | 5         | 2        | 71,4                     | victoire (6-1, 6-0) à Madrid 2018                  |
| Sloane Stephens      | 4                   | 9              | 7         | 2        | 77,7                     | victoire (7-66, 3-6, 6-4) à Montréal 2018          |
| Caroline Garcia      | 4                   | 9              | 7         | 2        | 77,7                     | défaite (4-6, 3-6) à Doha 2022                     |
| Andrea Petkovic      | 9                   | 8              | 7         | 1        | 87,5                     | victoire (7-5, 6-0) à Roland-Garros 2018           |
| Jelena Janković      | 1                   | 8              | 7         | 1        | 87,5                     | victoire (6-1, 3-6, 6-3) à Shenzhen 2017           |

### Victoires sur le top 10
Toutes ses victoires sur des joueuses classées dans le top 10 de la WTA lors de la rencontre.
| Légende            |
| Grand Chelem       |
| Jeux olympiques    |
| Masters            |
| Premier / WTA 1000 |
| Elite Trophy       |
| WTA 500            |
| Intern'l / WTA 250 |
| Fed Cup            |

|    |       |  | Tournoi          | Année | Surface      |                     | Adversaire          | Rang   | Tour           | Score          | Tableau |
| -- | ----- |  | ---------------- | ----- | ------------ | ------------------- | ------------------- | ------ | -------------- | -------------- | ------- |
| 1  | no 53 |  | US Open          | 2011  | Dur          |                     | Li Na               | no 6   | 1/64           | 6-2, 7-5       | Tableau |
| 2  | no 64 |  | Rome             | 2013  | Terre battue |                     | Agnieszka Radwańska | no 4   | 1/16           | 6-72, 6-1, 6-2 | Tableau |
| 3  | no 25 |  | Cincinnati       | 2013  | Dur          |                     | Marion Bartoli      | no 7   | 1/16           | 3-6, 6-4, 6-1  | Tableau |
| 4  | no 23 |  | New Haven        | 2013  | Dur          |                     | Caroline Wozniacki  | no 8   | 1/2            | 6-2, 7-5       | Tableau |
| 5  | no 23 |  | New Haven        | 2013  | Dur          | Petra Kvitová       | no 9                | Finale | 6-2, 6-2       |                | Tableau |
| 6  | no 11 |  | Open d'Australie | 2014  | Dur          |                     | Jelena Janković     | no 8   | 1/8            | 6-4, 2-6, 6-0  | Tableau |
| 7  | no 10 |  | Doha             | 2014  | Dur          |                     | Sara Errani         | no 7   | 1/4            | 6-2, 6-0       | Tableau |
| 8  | no 10 |  | Doha             | 2014  | Dur          | Agnieszka Radwańska | no 4                | 1/2    | 7-5, 6-2       |                | Tableau |
| 9  | no 10 |  | Doha             | 2014  | Dur          | Angelique Kerber    | no 9                | Finale | 6-2, 6-3       |                | Tableau |
| 10 | no 5  |  | Madrid           | 2014  | Terre battue |                     | Petra Kvitová       | no 6   | 1/2            | 64-7, 6-3, 6-2 | Tableau |
| 11 | no 4  |  | Masters          | 2014  | Dur (int.)   |                     | Eugenie Bouchard    | no 5   | Poules         | 6-2, 6-3       | Tableau |
| 12 | no 4  |  | Masters          | 2014  | Dur (int.)   | Serena Williams     | no 1                | Poules | 6-0, 6-2       |                | Tableau |
| 13 | no 4  |  | Masters          | 2014  | Dur (int.)   | Agnieszka Radwańska | no 6                | 1/2    | 6-2, 6-2       |                | Tableau |
| 14 | no 4  |  | Dubaï            | 2015  | Dur          |                     | Ekaterina Makarova  | no 9   | 1/4            | 6-3, 1-6, 7-5  | Tableau |
| 15 | no 4  |  | Dubaï            | 2015  | Dur          | Caroline Wozniacki  | no 5                | 1/2    | 2-6, 6-1, 6-1  |                | Tableau |
| 16 | no 2  |  | Masters          | 2015  | Dur (int.)   |                     | Flavia Pennetta     | no 8   | Poules         | 6-0, 6-3       | Tableau |
| 17 | no 3  |  | Fed Cup          | 2016  | Dur (int.)   |                     | Petra Kvitová       | no 9   | Poules         | 6-4, 3-6, 6-3  | Tableau |
| 18 | no 5  |  | Wimbledon        | 2016  | Gazon        |                     | Madison Keys        | no 9   | 1/8            | 6-75, 6-4, 6-3 | Tableau |
| 19 | no 5  |  | Montréal         | 2016  | Dur          |                     | Angelique Kerber    | no 2   | 1/2            | 6-0, 3-6, 6-2  | Tableau |
| 20 | no 4  |  | Cincinnati       | 2016  | Dur          |                     | Agnieszka Radwańska | no 5   | 1/4            | 7-5, 6-1       | Tableau |
| 21 | no 5  |  | Wuhan            | 2016  | Dur          |                     | Madison Keys        | no 9   | 1/4            | 6-4, 6-2       | Tableau |
| 22 | no 4  |  | Masters          | 2016  | Dur (int.)   |                     | Madison Keys        | no 7   | Poules         | 6-2, 6-4       | Tableau |
| 23 | no 5  |  | Fed Cup          | 2017  | Terre battue |                     | Johanna Konta       | no 7   | Poules         | 6-1, 6-3       | Tableau |
| 24 | no 4  |  | Roland Garros    | 2017  | Terre battue |                     | Elina Svitolina     | no 6   | 1/4            | 3-6, 7-66, 6-0 | Tableau |
| 25 | no 4  |  | Roland Garros    | 2017  | Terre battue | Karolína Plíšková   | no 3                | 1/2    | 6-4, 3-6, 6-3  |                | Tableau |
| 26 | no 2  |  | Cincinnati       | 2017  | Dur          |                     | Johanna Konta       | no 7   | 1/4            | 6-4, 7-61      | Tableau |
| 27 | no 2  |  | Pékin            | 2017  | Dur          |                     | Jeļena Ostapenko    | no 8   | 1/2            | 6-2, 6-4       | Tableau |
| 28 | no 1  |  | Masters          | 2017  | Dur (int.)   |                     | Caroline Garcia     | no 8   | Poules         | 6-4, 6-2       | Tableau |
| 29 | no 1  |  | Open d'Australie | 2018  | Dur          |                     | Karolína Plíšková   | no 6   | 1/4            | 6-3, 6-2       | Tableau |
| 30 | no 1  |  | Rome             | 2018  | Terre battue |                     | Caroline Garcia     | no 7   | 1/4            | 6-2, 6-3       | Tableau |
| 31 | no 1  |  | Roland Garros    | 2018  | Terre battue |                     | Garbiñe Muguruza    | no 3   | 1/2            | 6-1, 6-4       | Tableau |
| 32 | no 1  |  | Roland Garros    | 2018  | Terre battue | Sloane Stephens     | no 10               | Finale | 3-6, 6-4, 6-1  |                | Tableau |
| 33 | no 1  |  | Montréal         | 2018  | Dur          |                     | Caroline Garcia     | no 6   | 1/4            | 7-5, 6-1       | Tableau |
| 34 | no 1  |  | Montréal         | 2018  | Dur          | Sloane Stephens     | no 3                | Finale | 7-66, 3-6, 6-4 |                | Tableau |
| 35 | no 3  |  | Fed Cup          | 2019  | Dur (int.)   |                     | Karolína Plíšková   | no 5   | 1/4            | 6-4, 5-7, 6-4  | Tableau |
| 36 | no 3  |  | Doha             | 2019  | Dur          |                     | Elina Svitolina     | no 7   | 1/2            | 6-3, 3-6, 6-4  | Tableau |
| 37 | no 3  |  | Madrid           | 2019  | Terre battue |                     | Ashleigh Barty      | no 9   | 1/4            | 7-5, 7-5       | Tableau |
| 38 | no 7  |  | Wimbledon        | 2019  | Gazon        |                     | Elina Svitolina     | no 8   | 1/2            | 6-1, 6-3       | Tableau |
| 39 | no 7  |  | Wimbledon        | 2019  | Gazon        | Serena Williams     | no 10               | Finale | 6-2, 6-2       |                | Tableau |
| 40 | no 5  |  | Masters          | 2019  | Dur (int.)   |                     | Bianca Andreescu    | no 4   | Poules         | 3-6, 7-66, 6-3 | Tableau |
| 41 | no 2  |  | Rome             | 2020  | Terre battue |                     | Karolína Plíšková   | no 4   | Finale         | 6-0, 2-1 ab.   | Tableau |
| 42 | no 23 |  | Dubaï            | 2022  | Dur          |                     | Ons Jabeur          | no 10  | 1/4            | 6-4, 6-3       | Tableau |
| 43 | no 21 |  | Madrid           | 2022  | Terre battue |                     | Paula Badosa        | no 2   | 1/16           | 6-3, 6-1       | Tableau |
| 44 | no 18 |  | Wimbledon        | 2022  | Gazon        |                     | Paula Badosa        | no 4   | 1/8            | 6-1, 6-2       | Tableau |
| 45 | no 15 |  | Toronto          | 2022  | Dur          |                     | Jessica Pegula      | no 7   | 1/2            | 2-6, 6-3, 6-4  | Tableau |

## Distinctions personnelles
- Citoyenne d'honneur de la ville de Constanța[200]
- Élue joueur(euse) de l'année en Roumanie en 2014[201]
- Chevalier de l'ordre de l'Étoile de Roumanie en 2019[202]